# Lengyelország a második világháborúban
Lengyelország volt az az ország, amelynek területén a Harmadik Birodalom támadásával elkezdődött a második világháború. A lengyel állam 123 év után, 1918-ban szerezte vissza a függetlenségét együtt azokkal a földterületekkel, amelyek a 18. század végén, az ország három felosztásának folyamatában Németország és a Szovjetunió uralma alá kerültek.
Ezek az államok azonban soha nem ismerték el a régi-új helyzetet és a megfelelő pillanatra vártak, hogy revánsot vegyenek. 1939. szeptember 1-jén Németország megtámadta Lengyelországot nyugatról, 17-én pedig a Szovjetunió keletről. Szeptember 3-án a Németország elleni háborúba belépett Franciaország és Nagy-Britannia, amelyek azután, hogy Németország és a Szovjetunió elfoglalták a lengyel területet, nem kötöttek békét, így a helyi háború előbb európaivá, azután pedig világháborúvá szélesedett.
Annak ellenére, hogy Lengyelország a Hitler-ellenes koalícióban, azaz a győztes oldalon állt, a világháború után nem szerezte vissza teljes függetlenségét. Ahogyan a közép-európai államok többsége, úgy Lengyelország is a Szovjetunió fennhatósága alá került.

## Németország háborús előkészületei
A nemzetiszocializmus egyik pillére az a meggyőződés volt, hogy a németek különbek más nemzeteknél. Ebből következett, hogy a németeknek szükségük van az "élettér" szabad növekedésére. A hatalom átvételétől, azaz 1933-tól fogva, Hitler következetesen megvalósította ezt a célt – elsőként újra militarizálva Rajna-vidéket 1936-ban, azután 1938-ban elfoglalva Ausztriát és Csehországot és 1939-ben Klaipėdát .
A német támadás következő célja Lengyelország volt, amely útjában volt az orosz területek megszerzésének. Az ezeken a területeken élő népek germanizálása, kitelepítése és végül lemészárlása meg az elnéptelenedett területek benépesítése németek betelepítése által az ún. Általános Keleti Terv (Generalplan Ost) része volt. A tervet még a háború előtt kidolgozták német tudományos intézetek részvételével. Az ürügyet az agresszióhoz a Második Lengyel Köztársaságban élő német kisebbség és Danzig Szabad Város védelme szolgáltatta.

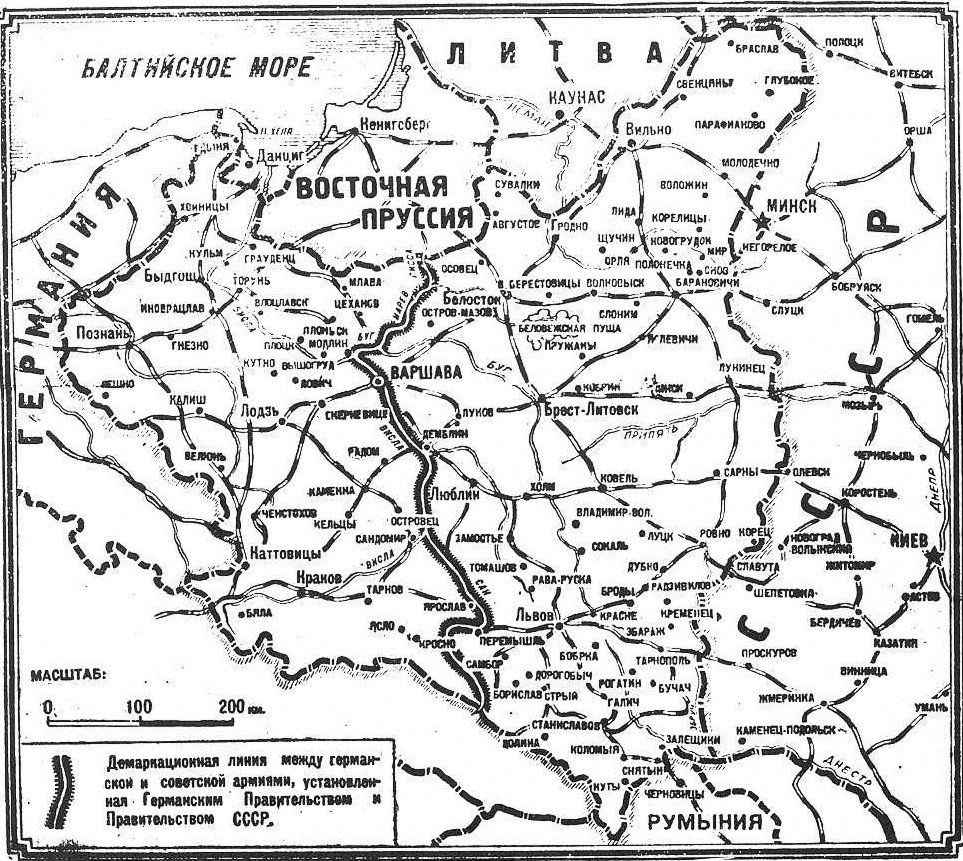
A Molotov–Ribbentrop-paktum térképe az Izvesztyija napilapban, 1939. szeptember 18-án

Előbb a Harmadik Birodalom követelte Lengyelországtól, hogy engedje át Danzigot (a versailles-i békeszerződés szerint, lengyel engedély nélkül Németországnak nem volt szabad hozzáférése Danzighoz) és építhessen a territóriumán kívül autópályát és vasutat az ún. lengyel folyosón (azaz a Kelet-Poroszországot Németországtól elválasztó Kelet-Pomeránián) keresztül. Lengyelország elutasította ezeket a követeléseket. 1939. augusztus 23-án Németország megkötötte Szovjetunióval a megnemtámadási egyezményt (a Molotov–Ribbentrop-paktumot). Ez a lengyel terület felosztását tervezte az egyezményt aláíró országok között és biztosította Hitlert arról, hogy Sztálin nem akadályozza Lengyelország megtámadásában. Titkos záradékot csatoltak hozzá, amely megállapította a két állam határzónáit. Augusztus 30-a éjszakáján Hitler aláírta a parancsot, amely meghatározta a támadás időpontját: szeptember 1. 4:45 óra.
A Harmadik Birodalom politikai célja az volt, hogy visszatartsa Lengyelország nyugati szövetségeseit a Németország elleni hadüzenettől, ami – az egyezmények értelmében – akkor esedékes, ha a németek fegyveresen támadnák Lengyelországot. A politikai nyomáson kívül ezért Németország számos provokációt hajtott végre. Ezeknek úgy kellett mutatniuk Lengyelországot a világ szeme előtt, hogy a német kisebbség elnyomója, a német támadás pedig csak megtorlási művelet. E provokációkkal 1939 márciusa és augusztusa között a német katonai felderítés – az Abwehr – foglalkozott. Az egész nyár alatt német diverziós egységek támadtak lengyel határőrhelyeket, határ közeli vasútállomásokat és üzemeket. Más civilnek öltözött csoportok botrányokat provokáltak a németek által látogatott éttermekben és kávéházakban. Időzített bombákat helyeztek el német iskolákban és lokálokban, német birtokokat gyújtottak fel, a német sajtó pedig úgy tüntette fel ezeket az eseményeket mint a "lengyel terror" példáit.
A háború megkezdése hivatalos ürügyéül az ún. gleiwitzi incidens szolgált: augusztus 31-én este lengyel milicistának öltözött német katonák megtámadták a német rádióállomást Gliwicében, Felső-Sziléziában és rövid lengyel nyelvű, németellenes propagandaüzenetet sugároztak. A művelet célja az volt, hogy Lengyelországot tüntessék fel agresszornak.

## Lengyelországi hadjárat,[3]az ország német megszállása

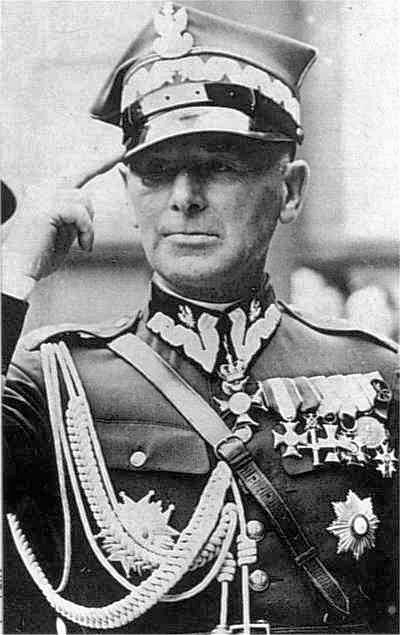
Edward Rydz-Śmigły

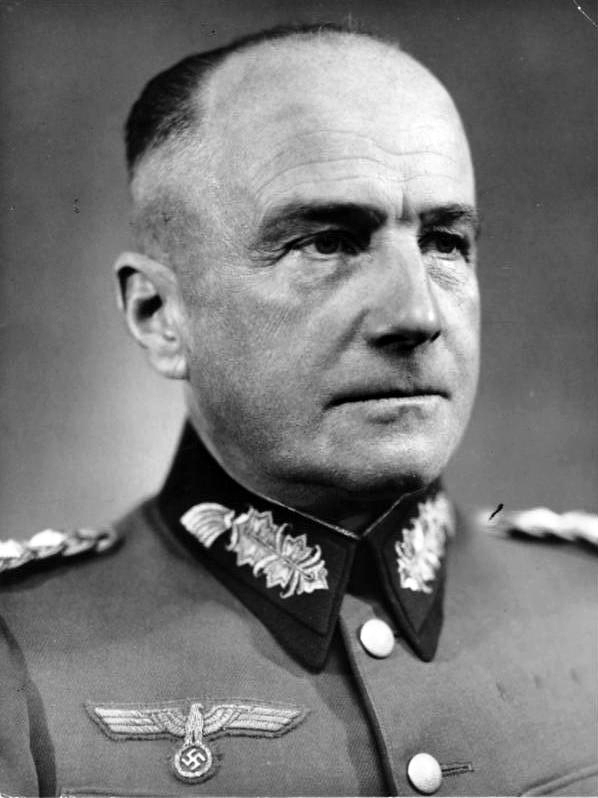
Walther von Brauchitsch

Németország Lengyelország ellen 1,8 millió katonát, 2800 tankot, kb. 3000 repülőgépet valamint 10 000 ágyút vetett be. A német hadsereg főparancsnoka Walther von Brauchitsch tábornok lett. E támadásban a Jozef Tiso hatalma alatt lévő Szlovákia is részt vett – a németeknek alárendelt hadseregét (ebben csekély légierőt) Ferdinand Čatloš tábornok vezényelte. Lengyelország kb. 1 millió katonát, 880 tankot, 400 repülőgépet és 4300 ágyút mozgósított. (A túl késői mozgósítás miatt nem sikerült mozgósítania 2,5 millió kiképzett tartalékost.). A lengyel hadsereg főparancsnoka Edward Rydz-Śmigły marsall volt.
Hitler Magyarországot is rá akarta venni a támadásban való részvételre, de Teleki Pál miniszterelnök azt válaszolta: nemzeti becsület ügye az, hogy az országa ne vegyen részt semmilyen Lengyelország elleni hadműveletben, ezért inkább levegőbe röpíti a vasútvonalakat, semmint átengedje a németeket. Ez különösen dühítette Hitlert. A magyarok már előre látták az ilyen helyzet lehetőségét és már 1939 elején terveztek fegyveres ellenállást, ha a németek használni kívánják a magyar területet egy Lengyelország elleni támadáshoz. Teleki Horthy Miklós engedélyével utasítást adott a vasúti alagutak aláaknázására és felrobbantására, ha a németek erővel kívánnának áthaladni rajtuk.
A lengyel védelmi vonal a nyugati határ mentén nagyon nehezen volt védelmezhető, kivéve a pomerániai folyosó keskeny északi részét. A lengyel védelmi terv célja a francia és brit hadseregekkel való együttműködés volt. A német támadási terv célkitűzése: a teljes haderő összpontosítása a lengyel frontra, és a lengyelek gyors legyőzése után azonnal átvonulni a nyugati frontra.

### A harcok kezdete

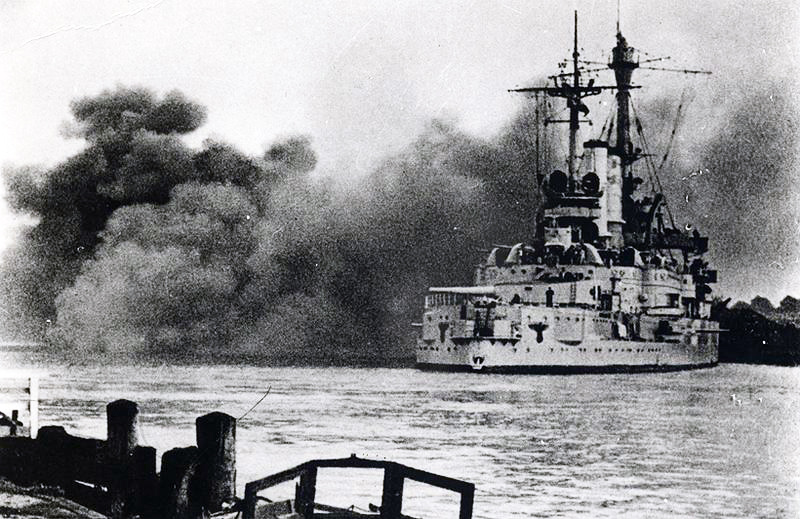
Schleswig-Holstein csatahajó lövi Gdyniát, 1939. szept. 13-a

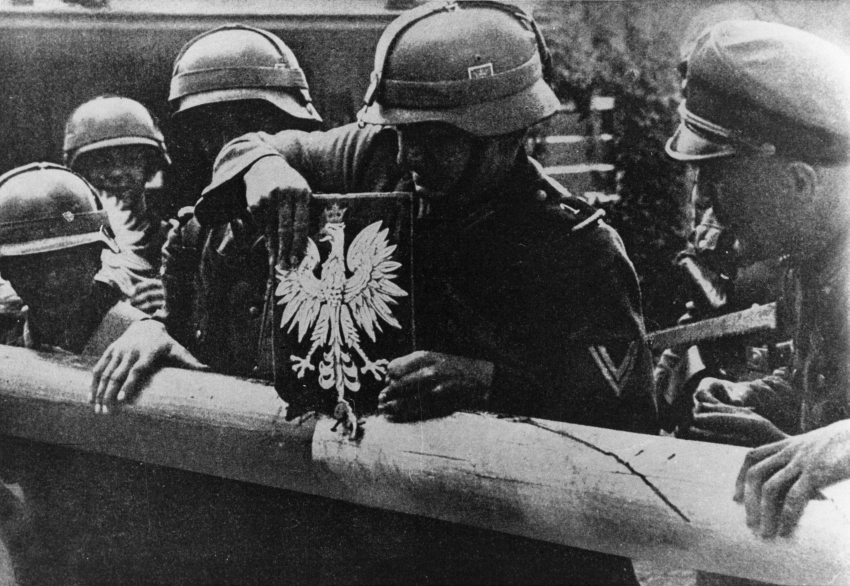
Német katonák eltávolítják a lengyel címert a határsorompóról

1939. szeptember 1-jén kora reggel hadüzenet és mozgósítás kihirdetése nélkül a német hadsereg megtámadta Lengyelországot az egész lengyel–német határ mentén valamint Morvaország és Szlovákia területéről. Következésképp a front teljes hossza 1600 km volt. A támadást támogatták a Luftwaffe berepülései a lengyel városokra, vasúti csomópontokra és ipari centrumokra. A Luftwaffe bombázta Gdyniát, Nagy-Lengyelország déli részét, Felső Sziléziát, Częstochowát, Krakkót, Grodnót és Varsót. A háború szimbolikus kezdetének tekintik a Schleswig-Holstein csatahajó támadását a lengyel lőszerraktárra a Westerplatte-félszigeten Danzigban, szeptember 1-jén, 4:45-kor.
Danzig hatósága kinyilvánította a város csatlakozását Harmadik Birodalomhoz. A németek letartóztatták Danzigban az első 250 lengyelt, akiket elhelyeztek a szeptember 2-án létrehozott Stutthof gyűjtőtáborban. Ez volt az első gyűjtőtábor lengyel területen.
Szeptember 1-je és 3-a közötti harcokat az Észak-Mazóviában, Kujáviában, Pomerániában, Warta folyónál, Felső-Sziléziában és Podhalében (Zakopane és Nowy Targ környékén) "határcsatának" hívják. A német hadsereg, kihasználva a meglepetés erejét, óriási műszaki fölényét, szétzúzta a lengyel erők egy részét és a többit visszavonulásra kényszerítette. Ennek következtében Kelet-Poroszország területe összekapcsolódott a Birodalom további részével, a Gdyniában és Hel-földnyelven harcoló lengyel csapatokat elvágták a főerőktől.

### Franciaország és Nagy-Britannia belépése a háborúba
A Lengyelország iránti szövetségesi kötelezettségeket teljesítve Franciaország és Nagy-Britannia szeptember 3-án hadat üzentek Németországnak. Belgium, Hollandia és Luxemburg semlegesek maradtak.
A háború kitörésekor Franciaország birtokolta a világ harmadik legnagyobb szárazföldi hadseregét a szovjet és német után. Nagy-Britannia pedig a legnagyobb hadiflottával Franciaország a negyedik legnagyobbal rendelkezett. Ráadásul, mivel minden német páncélos hadosztály és tankzászlóalj Lengyelországban harcolt, a francia hadseregnek legalább háromszoros túlsúlya volt a Wehrmachttal szemben. A franciák és britek viszont olyan sok embert veszítettek el az első világháborúban, hogy ez visszatartotta őket attól, hogy bármilyen új háborúban részt vegyenek (ebből következett az előző években vezetett appeasement (kibékítés) politikája, aminek eredménye többek között a müncheni egyezmény volt). A szeptember 12-i közös tanácskozáson, ezért a parancsnokságok csak mozgósításról döntöttek és gyakorlatilag visszatartottak minden légi műveletet Németország ellen, hogy így "minimalizálják a német megtorlást" Gyakorlatilag ez azt jelentette, hogy visszafogtak minden támadó műveletet, amellyel megszegték a szövetségesi kötelezettségeiket Lengyelország iránt. Még a legfelsőbb német parancsnokok, Wilhelm Keitel és Alfred Jodl, is úgy nyilatkoztak, hogy a Wehrmacht nem boldogulhatott volna a kétfrontos háborúban 1939-ben.
A francia és angol tétlenség miatt az 1939. szeptemberi Rajna-menti háborút furcsa háborúnak (vagy országonként eltérően "viccesnek" és "ülőnek" is) hívták. A tétlenség lehetővé tette a német (és azután szovjet) haderőknek a lengyel hadsereg feletti győzelmet és a lengyel állam felosztását.

### Harcok szeptember 3-a és 17-e között

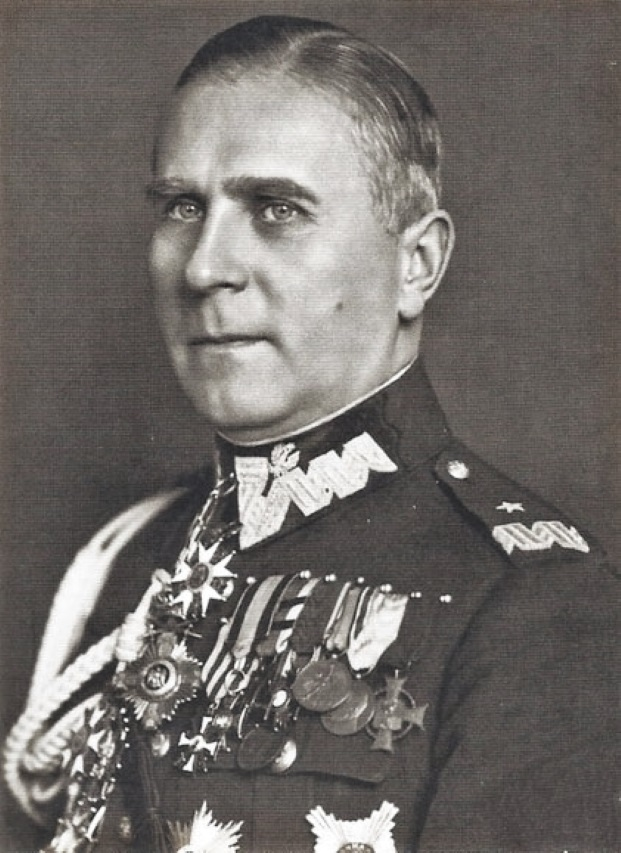
Tadeusz Kutrzeba, a bzurai csatát vezető parancsnok

Amikor szeptember 6-án a német hadsereg legyőzte a lengyelt Piotrków Trybunalskinál elindult Varsó felé. A lengyelek elkezdtek visszavonulni a Visztula mögé. A lengyel hadsereg főparancsnoka, Śmigły-Rydz marsall áthozta a vezérkart Varsóból Brześćbe és kiadta a parancsot az általános visszavonulásra a Visztula és a San mögé. Ignacy Mościcki köztársasági elnök valamint Felicjan Sławoj-Składkowski miniszterelnök a kormánnyal együtt elhagyták Varsót. Szeptember 8-án a németek közeledtek Varsó délnyugati külvárosaihoz. Elkezdődött a lengyel főváros ostroma.
Ebben az időben a lengyel hadsereget, amely a főparancsnokság parancsa szerint kivonult Sziléziából és Krakkóból Lublin felé, megelőzték a Szlovákiából támadó német csapatok és azzal fenyegettek, hogy így elvágják San folyón való átkelés útját. Szeptember 9-én a főparancsnokság úgy döntött, hogy ki kell vonulnia az ország délkeleti részében lévő ún. román hídfőre, azaz a Dnyeszter és a Sztrij, valamint a magyar és román határ között fekvő területre. A tervek szerint ezen a területen csoportosítanának minden haderőt és harcolnának addig, amíg Franciaország és Nagy-Britannia belépnek a háborúba.
Szeptember 9-én és 10-én a Nagy-Lengyelországból és Pomerániából visszavonuló lengyel haderő csoportjai beleütköztek a Bzura folyótól Sochaczew és Łódź közt Varsó felé tartó német haderők szárnyába, ezzel elkezdődött a lengyelországi hadjárat legnagyobb csatája. Az első támadás sikerrel fejeződött be, lefékezte a német hadsereg előnyomulását. Szeptember 12-én a lengyelek visszaszerezték Łowiczot. A lengyel támadás rákényszerítette a németeket a Lengyelország középső területeire vonatkozó terveik megváltoztatására és arra, hogy összegyűjtsenek a Bzurához minden elérhető erőt. Ez viszont lehetővé tette a lengyeleknek, hogy kivonuljanak a délkeleti országrészbe a román hídfő koncepciója szerint. A Bzuránál harcoló lengyel erők tevékenysége nem volt összehangolva más erőkkel, a katonák nagyon fáradtak voltak hisz négy napon át harcoltak pihenés nélkül és egyre több veszteséget szenvedtek. Ez azt okozta, hogy Śmigły-Rydz marsall és a Bzurai hadsereget irányító Tadeusz Kutrzeba tábornok úgy döntöttek, hogy vissza kell fogniuk a lengyel támadást és vissza kell vonulni Varsó felé.
A Lengyelország déli területein gyors, német motorizált csapatok szeptember 12-én elérkeztek Lwówhoz. Szeptember 14-én a német hadsereg bezárta az ostromgyűrűt Varsó körül és elérte északról Brześćet. Szeptember 16-án, további előrenyomulása során dél felé, Chełm környékén egyesült a délről támadó német csapatokkal, így bekerítették a Visztula és Bug között levő lengyel haderőket.
Szeptember 13-e és 16-a között átszállították Romániába a Lengyel Bank aranytartalékát, amit Konstancán keresztül Franciaországba kellett volna szállítani, de titokzatos körülmények közt eltűnt. A szállítók közül soha senki nem tért vissza. Szeptember 14-én a köztársasági elnök a kormánnyal együtt elértek Kuty városkához, a következő napon Kolomijához ért a főparancsnok, Edward Rydz-Śmigły marsall (mindkét város a lengyel-román határnál feküdt).

### A Szovjetunió támadása Lengyelország ellen és a lengyelországi hadjárat utolsó csatái

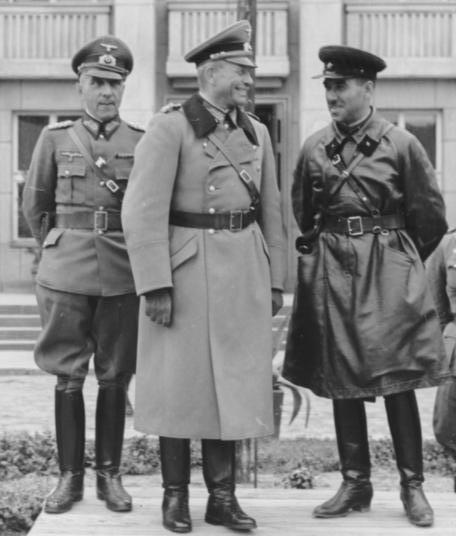
A német Heinz Guderian (középen) és szovjet Szemjon Krivosein (jobbra) tábornokok a közös díszszemlén Brześćben

Szeptember 17-én Lengyelország keleti határait a Vörös Hadsereg 650 ezer katonával és 5000 tankkal átlépte két fronton: a fehérorosz és ukrán fronton. A szovjetek ezzel teljesítették a Molotov–Ribbentrop-paktumhoz csatolt titkos záradék határozatait. Az agresszió hivatalos oka a Kelet-Lengyelországban élő ukránok és fehéroroszok védelme, valamint a lengyel nép háborútól való megóvása volt.
A lengyel Határvédelmi Hadtest nem tudta feltartóztatni a támadást. Edward Rydz-Śmigły marsall még szeptember 17-én, a román határon kiadta a parancsot, hogy a hadsereg a legrövidebb úton kivonuljon Romániába és Magyarországra. Nem adott ki viszont egyértelmű parancsot a harcra a szovjet hadsereg ellen, a kormány és az elnök pedig hivatalosan nem hirdettek ki háborút Lengyelország és a Szovjetunió között. Ez zavart idézett elő a katonák és parancsnokok között, aminek következtében kb. 250 ezer többségben nem ellenálló katona és tiszt fogságba esett. Közülük több mint tízezret lemészároltak Katyńban (lásd lejjebb).
Ignacy Mościcki elnök, Felicjan Sławoj-Składkowski miniszterelnök a kormánnyal meg Edward Śmigły-Rydz fővezér a szeptember 17-ről 18-ára virradó éjszakán átlépték a román határt. Romániába 30 ezer katona menekült, Magyarországra 40 ezer.
Annak ellenére, hogy nem léteztek egyértelmű utasítások a főparancsnokságtól, a Lengyel Hadsereg egységei felvették a harcot a szovjetek ellen. A leghősiesebb harcok Grodnóban folytak le, ahol a lengyel csapatok maradékai cserkészekkel együtt két napig ellenálltak a szovjet tankoknak (szeptember 20-22.), ezen túl még Lwówben (szeptember 12–22.) előbb a németek, azután (szeptember 18-ától) a szovjetek ellen.
A szovjet támadás következtében a lengyelek már csak azért harcoltak, hogy áttörjenek a magyar és román határokhoz. Szeptember 17-e és 26-a között Tomaszów Lubelskinál (Zamośćtól délkeletre) a hadjáratnak a bzurai után két legnagyobb csatája azért folyt, hogy áttörjenek Lwów felé.
Szeptember 28-áig Varsó védekezett, 29-ig a modlini erőd (a Narew torkolatánál), október másodikáig a Hel-földnyelv csapatai. Október 6-án, a lengyelországi hadjárat utolsó csatája után Kocknál, Lublintól északra megadták magukat Franciszek Kleeberg tábornok csapatai.

### Polgári erők
Az ország területe védelmében a polgári védelem önkéntes egységei, a helyi lakosságból spontánul megalakult csapatok is részt vettek. A legnagyobb harcokat a németek ellen Sziléziában, Gniezno mellett, Bydgoszczban, Gdyniában, Varsóban és Lwówban folytatták. A szovjetek ellen pedig Lwówban, Wilnóban és Grodnóban. Ezeknek az alakulatoknak a foglyul esett tagjait a németek a legtöbbször helyben kivégezték, vagy táborokba vitték.

### Háborús bűntettek a lengyelországi hadjárat során

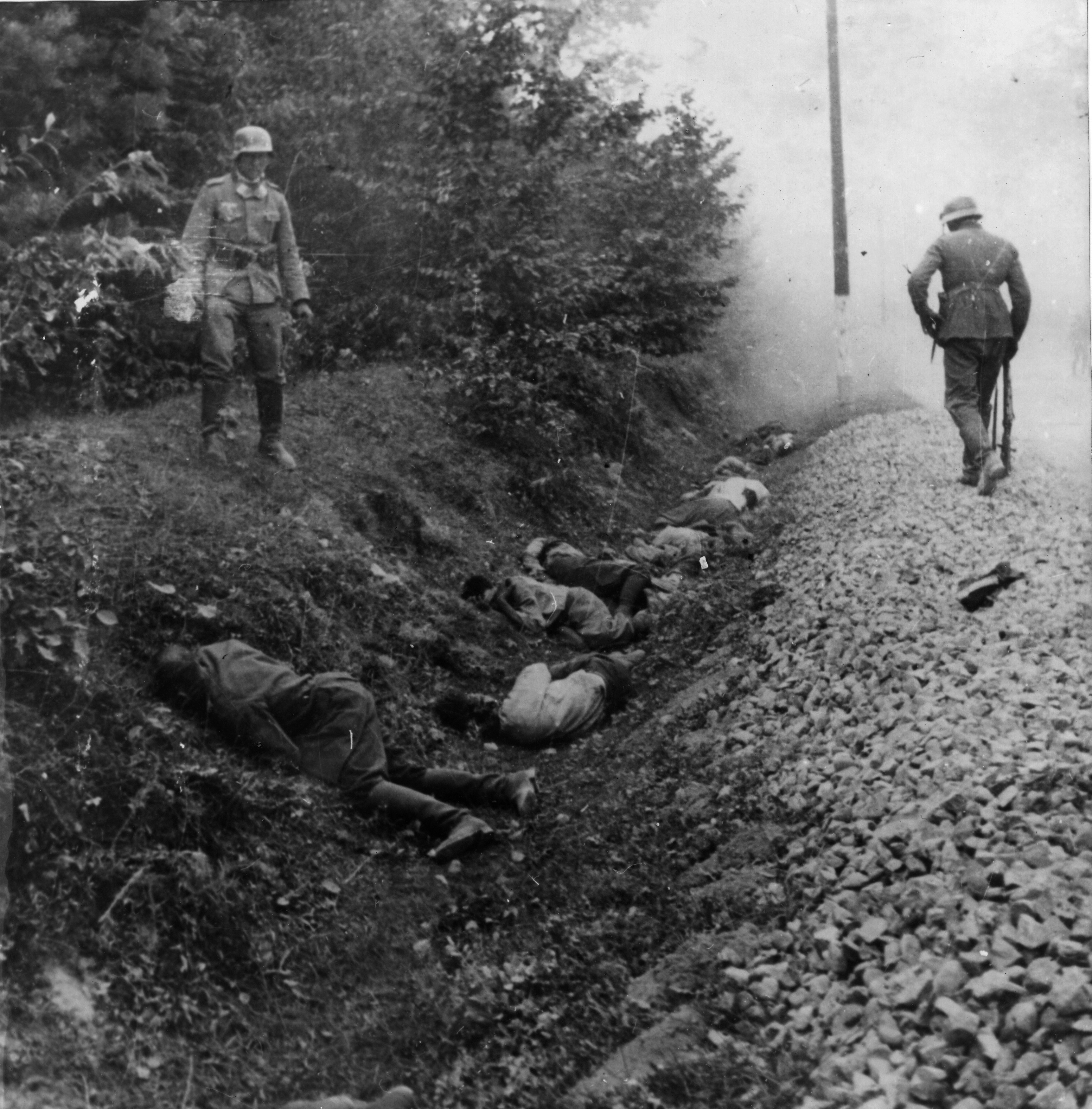
Lengyel hadifoglyok legyilkolása Ciepielówban (szept. 8.)

A lengyelországi hadjárat idején a Wehrmacht és Vörös Hadsereg, az Ukrán Nacionalisták Szervezetének csapatai sok háborús bűncselekményt követtek el. Szeptember 1-étől október 26-áig (amikor a Wehrmacht parancsnoksága a civil német hatóságnak átadta a hatalmat az elfoglalt terület fölött), különféle német erők összesen 764 tömeges kivégzést hajtottak végre kb. 24 ezer lengyel áldozattal. (maga a Wehrmacht 311-ben részt vett). Az áldozatok számát tekintve az egyik legnagyobb Ciepielówban történt, Sandomierztől északra, ahol szeptember 8-án meggyilkoltak 300 lengyel hadifoglyot, vagy Śladówban a Bzura visztulai torkolatánál, ahol szintén 300 embert köztük 150 foglyot gyilkoltak meg. A leggyakrabban ezek a bűntények Nagy-Lengyelországban történtek. A német hadsereg sok más tömeggyilkosságot is leplezett, amit német önvédelmi csapatok (Selbstschutz) vittek végbe, a Volksdeutschok rohamcsapatai, a rendőrség meg az ún. Einsatzgruppék (a német biztonsági szolgálat a Sicherheitsdienst, SD segédcsapatai, amelyek még 1939 szeptembere előtt Wehrmacht valamennyi hadseregében voltak). A lengyelországi hadjáratkor különféle német erők felgyújtottak több mint 430 lengyel falut, ami a leggyakrabban a lakosok kivégzésével járt együtt.
A német repülőgépek menekülő civileket bombáztak az emberek ezreivel zsúfolt utak könnyű célpontot képeztek a légierőknek.
A Vörös Hadsereg háborús bűneinek áldozatává vált kb. 2500 lengyel katona, rendőr és néhány száz civil. Egyidejűleg a parancsnokok felszólítottak a "lengyel urak" meggyilkolására. Azután, hogy katonák elfoglaltak egy városkát vagy falut, gyakori volt a tömegmészárlás, a nőket és a gyermekeket sem kímélték. Grodnóban az ellenállás miatt bosszút állva a magukat megadó lengyel katonák tömegeit lőtték le, Lwów és Brześć védelmezőit a kapituláció feltételeivel ellentétesen átszállították Oroszország belsejébe. A Vörös Hadsereg gépfegyverekkel lemészárolta a fegyvertelen kadétokat egy rendőrségi iskolában Lwów mellett.
Az Ukrán Nacionalisták Szervezetéhez tartozó ukránok főként lengyel településeket, lefegyverzett katonákat és egyszerű parasztembereket gyilkoltak meg. Az akciókban a helyi ukrán lakosság, a söpredék, és kommunista rohamcsapatok is részt vettek. Ukrán kéztől 1939 szeptemberében és októberében kb. 3000 lengyel halt meg Kelet-Kis-Lengyelországban és Volhíniában.

## A lengyel közigazgatás átszervezése a lengyelországi hadjárat befejezése után
| a) b) c) d) 1 2 3 4 5 6 7 8 9 |
| A lengyel terület felosztása a lengyelországi hadjárat után: a) Lengyelország határai 1.09.1939, b) Danzig Szabad Város határai 1.09.1939, c) államhatárok a lengyelországi hadjárat után, d) Németország határa 1914. évben; 1 – Danzig-Nyugat-Poroszország, 2 – Észak-Mazóvia (Kelet-Poroszországhoz), 3 – Warthegau, 4 – Felső-Szilézia tartományhoz bekebelezett területek, 5 – Lengyel Főkormányzóság, 6 – Suwałki-föld (Kelet-Poroszországhoz), 7 – Felső-Árva és Szepes (Szlovákiához), 8 – Nyugat-Fehéroroszország és Nyugat-Ukrajna (Szovjetunióhóz), 9 – Wilnói Föld (Litvániához) |

Még a harcok idején a németek felvetették az ötletet, amely szerint meghódított területen létrehoznának egy az államot pótló valamit, amellyel békeszerződést írnának alá és amit a Birodalomtól való függőségben tartának (mint pl. Cseh–Morva Protektorátus). Sztálin határozottan ellenezte ezt, ő egyszer s mindenkorra fel akarta számolni a lengyel államot.
Ezzel kapcsolatban szeptember 28-án, közvetlenül Varsó kapitulációja után a németek és szovjetek Moszkvában együttműködési és barátsági szerződést kötöttek, amelyben kijelölték a német-szovjet határt a megszállt lengyel területen. A Molotov–Ribbentrop-paktumhoz képest eltolták a határt Németország javára: a Birodalom megkapta a területet Visztula és Bug között, cserébe Litvánia került a német érdekzónából a szovjethez. Amikor a hadjárat befejeződött, október 6-án Hitler nyilvánosan békét javasolt Franciaországnak és Nagy-Britanniának azzal a feltétellel, hogy elismerik a Lengyelország meghódítását és felosztását Németország és Szovjetunió közt. Október 12.-én Neville Chamberlain brit miniszterelnök elutasította a javaslatot, Nagy-Britannia a háborút választotta Németország ellen és diplomáciai eszközökkel a Hitler-ellenes koalíció kiépítésébe fogott. A lengyel-német háború ezzel világháborúvá alakult át.

### A Harmadik Birodalom által elfoglalt területek
Hitler a meghódított területeket két módszerrel szervezte meg:
- Az azonnali germanizálásra kijelölt területeket (az értékesebb és a szovjet határtól távolabb fekvő tartományokkal) közvetlenül a Birodalomhoz csatolta hozzá. A Sziléziai vajdaságtól és a Krakkói vajdaság nyugati részétől (és Opolei Földről, amely előbb Niederschlesien – Alsó-Szilézia tartomány részét alkotta) kialakította Oberschlesien (Felső-Szilézia) tartományt. Suwałkii Földet és Északkeleti Mazóviát hozzácsatolta Ostpreussen (Kelet-Poroszország) tartományhoz. Két különleges közigazgatási egységet, ún. Reichsgaut is létrehozott : a Poznańi vajdaságból és a łódźi vajdaság nyugati részéből kialakította a Poznańi kerületet, amelyet későbben Warthegaura (Warta-országra) nevezte át, a Pomerániai vajdaságból és a volt Danzig Szabad Városból pedig Danzig–Westpreussen (Danzig–Nyugat-Poroszország) kerületet alakított ki. A Németország által közvetlenül bekebelezett terület 94 000 km²-es volt és kb. 10 millió ember lakott ott.[20]
- A további területeket Hitler későbbi germanizálásra jelölte ki (Oroszország meghódítása után). Létrehozta ott az ún. Lengyel Főkormányzóságot. Ezt mint az olcsó munkaerő tartalékát kívánta kiaknázni. Áttelepítette ide a lengyeleket, akiket eltávolított a közvetlenül bekebelezett területekről. A Lengyel Főkormányzóság fővárosa Krakkó lett, a kormányzó pedig – Hans Frank. A főkormányzósághoz kerültek Varsó és Lublin is. A Lengyel Főkormányzóság 94 000 km²-t foglalt el, lakóinak száma 12 millió volt.[21]

### A Szovjetunió által elfoglalt területek
Még a lengyelországi hadjáratkor a Lengyelországba belépő Vörös Hadsereg egységei a meghódított területeken ún. "ideiglenes kerületi igazgatóságokat" hoztak létre, amelyek azonosak voltak a háború előtti lengyel vajdaságokkal. Hamarosan kialakult a szovjet közigazgatás – körzeti tanácsokkal és kommunista pártbizottságokkal, minden fokon, (községtől a vajdaságig). Amikor szeptember 28-án megkötötték a szovjet–német barátsági és együttműködési egyezményt, amely kijelölte az új határt Bug folyón, október 1-jén a Szovjetunió kormánya népgyűlések összehívásáról döntött. Az ukránt Lwówban, a fehéroroszt Białystokban. Ezeknek kellett megszavazniuk a "kérelmet", hogy Szovjetunió részévé váljanak a Vörös Hadsereg által elfoglalt területek. Október 7-én megkezdődött a választási kampány, amelyet terror és tömeges letartóztatások kísértek. Csak az előre kijelölt jelöltekre, a kommunista párt tagjaira volt szabad szavazni. Ilyen módon képviselőket választottak be Nyugat-Ukrajna és Nyugat-Fehéroroszország népgyűléseibe, amelyek majd megszavazták, hogy a megszállt területeken létrehozzák a szovjethatalmat, amelyben képviselők tanácsai fogják gyakorolni a hatalmat. Azután kérelemmel fordultak a Szovjetunió Legfelsőbb Tanácsához, hogy az unió tagjaivá válhassanak e területek Ukrán és Fehérorosz Szovjet Szocialista Köztársaságok néven. Kihirdették a kártalanítás nélküli kisajátítást, amely a földbirtokokra, állami hivatalnokokhoz és az egyházakhoz tartozó földtulajdonra, épületekre és az ingóságra vonatkozott. Ezt mind kisparasztoknak és föld nélküli parasztoknak tervezték átadni. Államosították a bankokat és az ipari üzemeket.
A Szovjetunió Legfelső Tanácsa elnöksége november 1-jén Nyugat-Ukrajnát (Volhiniát és Kelet-Kis-Lengyelországot) az Ukrán SZSZK-hoz csatolta, viszont november 2-án Nyugat-Fehéroroszországot (a Białystoki és Navahrudaki vajdaságokat) a Belorusz SZSZK-hoz.

### Más államok által elfoglalt területek
A szeptember 28-án megkötött német–szovjet szerződés értelmében Litvánia a szovjet érdekzónához került (ez Molotov–Ribbentrop-paktum szerint a német zónához került), a háború előtti Lengyelországhoz tartozó Wilno és környéke pedig közvetlenül a szovjet hatalom alá. A Szovjetunió átengedte Wilnót Litvániának és cserébe Litvánia beleegyezett, hogy 20 ezer szovjet katona állomásozzon a területén. Annak ellenére, hogy Litvánia hivatalosan nem üzent hadat Lengyelországnak, elfoglalta a Wilnói Földet és megkezdte kitelepíteni az ottani lengyeleket.
Szlovákia pedig november 21-én megkapta Hitlertől azokat a területeket, amelyeket Lengyelország 1920-ban szerzett meg, és a Trianon előtti Magyarországhoz tartoztak: Felső-Árvát (Jablonka környéke) és az ún. Lengyel-Szepességet (Nedec és a Szepesi-Magura között).

## Lengyel emigrációs kormány 1939 és 1941 között

### A kormány megalakulása Franciaországban

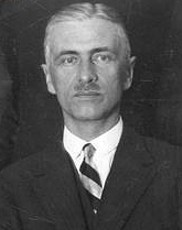
Władysław Raczkiewicz

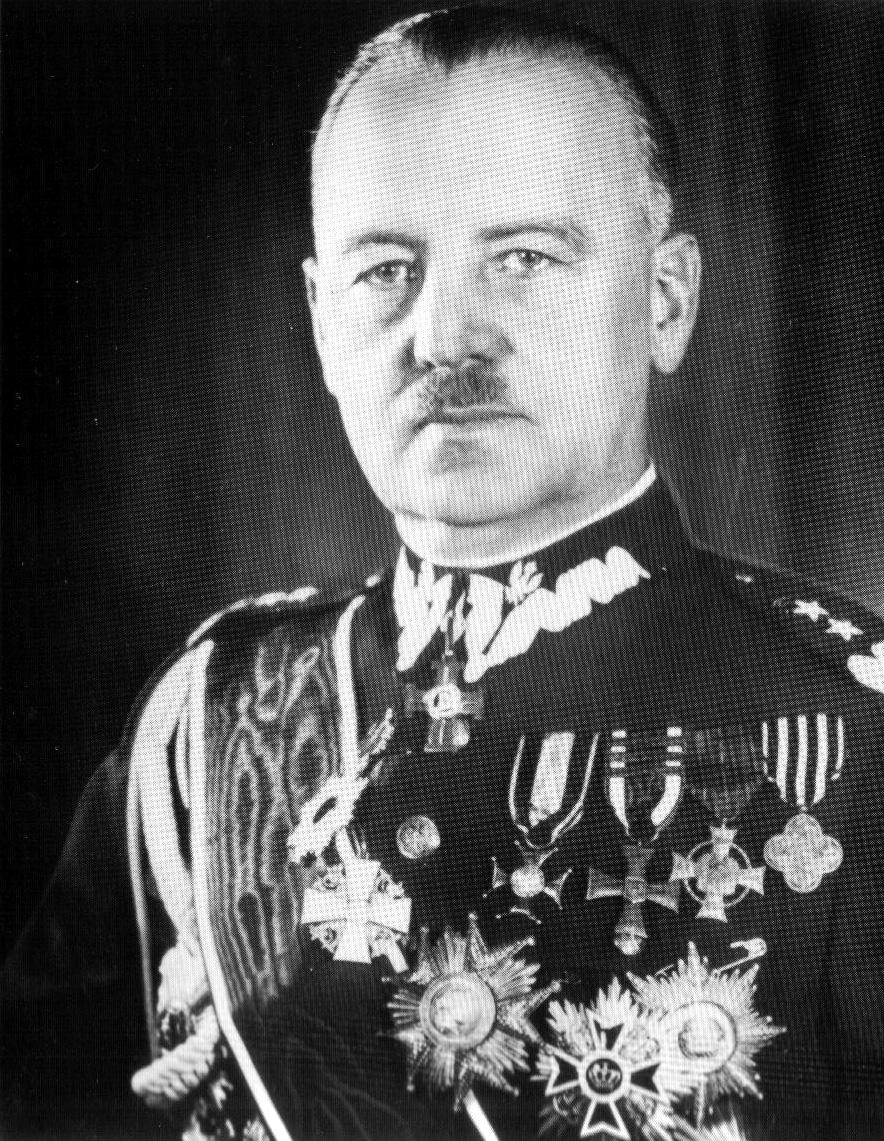
Władysław Sikorski

Azután, hogy a lengyel kormány 1939. szeptember 18-án elmenekült Romániába, tervei szerint tovább akart menni Franciaországba. A lengyel-román szövetségesi egyezmény értelmében az egyik fél hatósága szabadon átjárhatott a másik fél területén keresztül. Németország, Szovjetunió és Franciaország nyomása alatt viszont a románok internálták a lengyel köztársaság elnökét, miniszterelnökét és a hadsereg fővezérét. Így, a Lengyel Köztársaság hatóságát azon a politikusok közül ki kellett kijelölni, akik akkor a német és szovjet hatósugáron kívül voltak. Szeptember 25-én Ignacy Mościcki elnök az 1935. évi (ún. áprilisi) alkotmány értelmében, Bolesław Wieniawa-Długoszowskit, a lengyel nagykövetet Olaszországban kinevezte utódjává. A lengyel ellenzéki pártok keményen ellenezték ezt és rábeszélték a francia kormányt, hogy az is ellenezze. A keletkezett nyomás alatt, Mościcki megváltoztatta döntését és Władysław Raczkiewiczet, a Külföldön Élő Lengyelek Világszövetsége elnökét nevezte ki. Az új elnök kinevezte miniszterelnökké Władysław Sikorski tábornokot, aki a háború előtt a sanacja-ellenes ellenzék egyik vezetője volt. Sikorski belügy- és hadügyminiszter is lett. Ily módon megőrizték a lengyel államiság folyamatosságát. A lengyel emigráns kormányt elismerték a világon a második világháború egész ideje alatt.

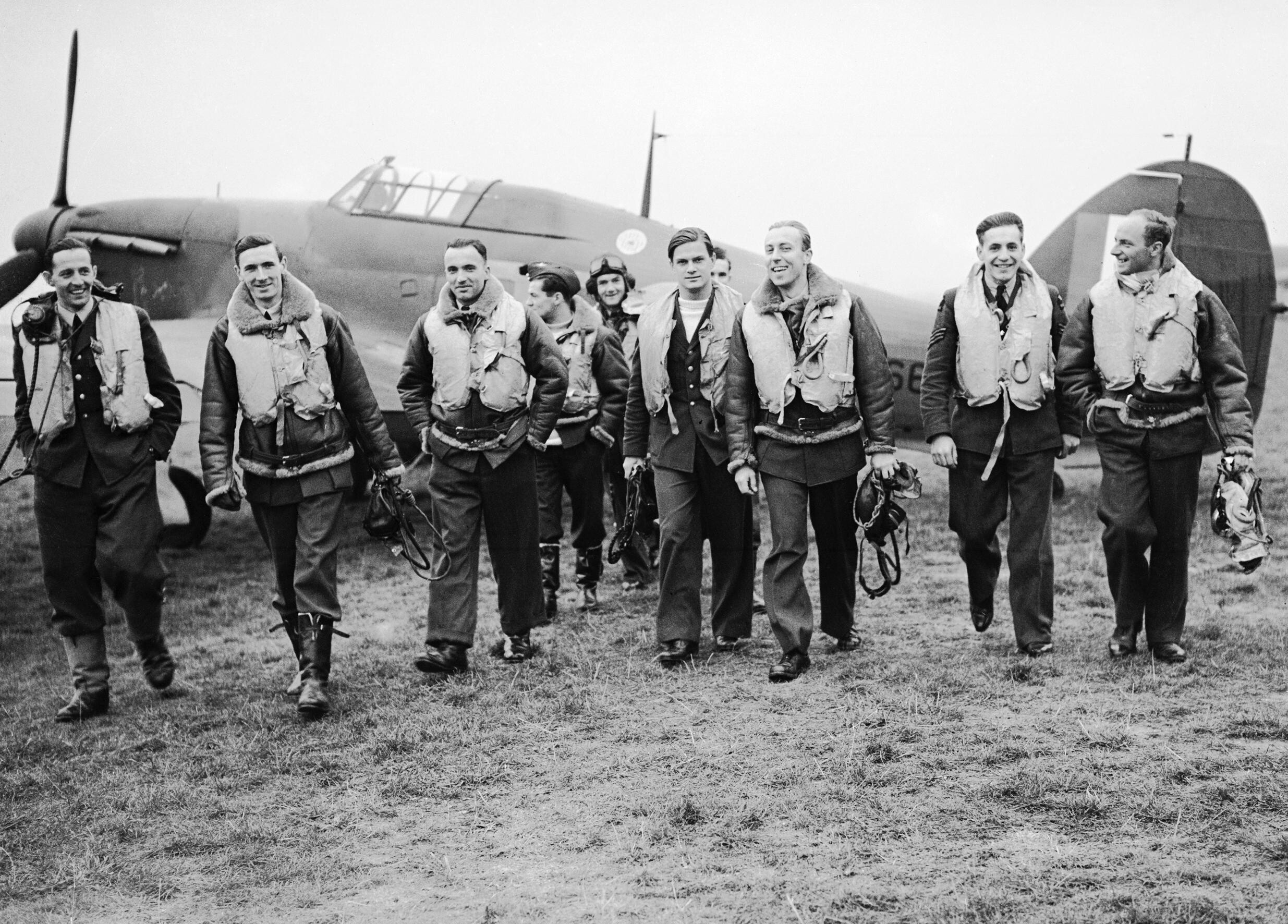
A 303. repülőszázad repülői

Október 2-án az elnök dekrétumot adott ki a Szejm és Szenátus felosztásáról. Október 7-én Sikorski fővezér lett. Novemberben a kormány székhelye Angersben, a Nyugat-Franciaországban volt. November 13-án létrejött a miniszteri bizottság, amely – a neve szerint – a megszállt ország ügyeivel foglalkozott, ami azt jelentette, hogy egybehangolta az ellenállási mozgalmat. December 9-én az elnök kinevezte a Lengyel Köztársaság Nemzeti Tanácsát – a kormány és elnök tanácsadó szervét (a parlamentet pótlandó), amelynek élen Ignacy Jan Paderewski állt.
A lengyel emigráns kormány egyik legfontosabb feladata az volt, hogy építse a lengyel haderőket nyugaton – a kormány 100-ezres hadsereget tervezett létrehozni Franciaországban. 1940. január 4-én aláírta a lengyel–francia katonai szerződést és a légierőkre vonatkozó egyezményt. Még mielőtt Németország lerohanta Franciaországot megalakult néhány egység.

### Átköltözés Londonba
1940 tavaszán Németország elkezdte a háborút nyugaton. Gyorsan elfoglalta Dániát, Norvégiát, Belgiumot és Hollandiát, végül – június 22-én Franciaország is megadta magát. Ebben a helyzetben a lengyel kormány úgy döntött, hogy elfogadja Winston Churchill brit miniszterelnök meghívását és átköltözik Londonba. Ettől fogva az emigráns lengyel kormányt londoni kormánynak volt szokás nevezni. Június 19-én Sikorski miniszterelnök felhívással fordult a katonákhoz, hogy jöjjenek át Nagy-Britanniába. Sajnos, azelőtt, hogy a németek elfoglalták az egész Franciaországot, Angliába a lengyel hadsereg csupán harmadának sikerült átjutnia. 1940. augusztus 5-én aláírták a lengyel–brit katonai szerződést.
A lengyelek részt vettek az angliai csatában (1940 júliusa–októbere), a lengyel repülőket (63 ember) 4 repülőszázadba osztották be, ezen kívül 81 pilóta brit repülőszázadokban harcolt. A lengyelek lelőttek kb. 170 német repülőgépet és 36-ot megrongáltak, ami a Luftwaffe veszteségeinek kb. 12%-át jelenti. A lengyel 303. repülőszázad a legjobb légi egység volt, amely részt vett az angliai csatában: 126 német repülőgép lelövését jelentette be. Lengyel matematikusok (Marian Rejewski, Henryk Zygalski, Jerzy Różycki) feltörték az Enigma (német kódológép) kulcsát, ami lehetővé tette az angoloknak, hogy megismerjenek sok titkos német tervet és parancsot.

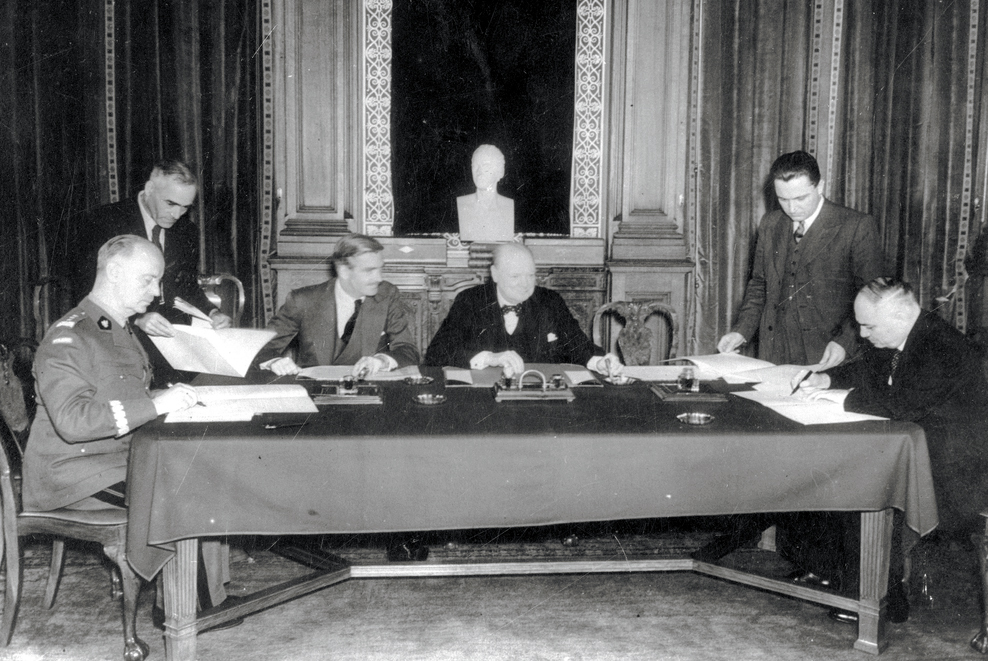
A lengyel-szovjet egyezmény aláírása; balról: W. Sikorski, Anthony Eden brit külügyminiszter, Winston Churchill, Ivan Majszkij

### A lengyel–szovjet egyezmény
1941. június 22-én Németország megtámadta a Szovjetuniót. A Franciaország kapitulációjával kezdődően elszigetelt Nagy-Britannia segítséget és szövetséget javasolt az oroszoknak. Ennek következtében a brit kormány közvetítésével, a lengyelek is tárgyalásokat kezdtek a szovjetekkel. Az eredménye az volt, hogy Władysław Sikorki miniszterelnök és Ivan Majszkij szovjet nagykövet aláírták Londonban az egyezményt (1941. július 30.). Az – többek között – tartalmazta, hogy a szovjet kormány megengedi a lengyeleknek létrehozni a szovjet állam területén a lengyel hadsereget lengyel parancsnokság alatt (de ennek parancsnokait a lengyel emigráns kormány csak a szovjet kormánnyal egyetértésben nevezhette volna ki). A Szovjetunió érvényteleníti valamennyi 1939. évi Lengyelországra vonatkozó szerződését Németországgal és azonnal az egyezmény aláírása után diplomáciai kapcsolatokat létesít a két állam között. Záradékot is csatoltak, amely közkegyelemben részesített minden lengyel foglyot Szovjetunióban.
Sikorski az 1935. évi alkotmánynak nem megfelelően kötötte meg az egyezményt, amihez csak az államfőnek volt joga, de a miniszterelnöknek nem, ezen kívül az egyezmény nem vetette fel az 1921. évi lengyel–szovjet határ kérdését sem. Az egyezmény ilyen módon való aláírása néhány miniszter lemondását és a Nemzeti Tanács feloszlását okozta.

## A Lengyel földalatti állam és az ellenállási mozgalom

A Lengyel Földalatti Állam zászlója. A horgonyt alkotó P és W betűk rövidítése a Polska Walcząca-nak, a Harcoló Lengyelországnak

### A Fegyveres Harci Szövetség és a Honi Hadsereg

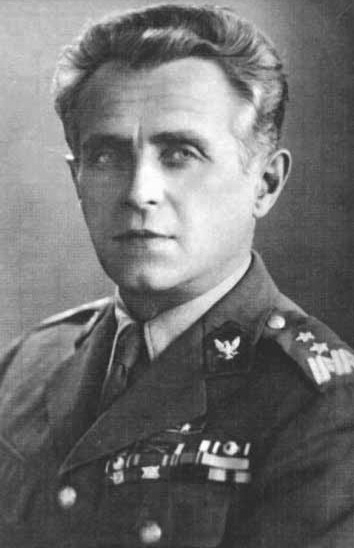
Michał Karaszewicz-Tokarzewski

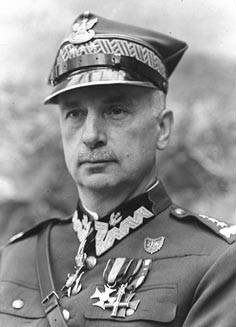
Kazimierz Sosnkowski

A tevékenysége kezdetétől az emigráns kormány építette a földalatti államot. 1939. szeptember 27-én létrejött Lengyelország Győzelmének Szolgálata (Służba Zwycięstwu Polski, SZP): katonai-politikai szervezet Varsó Védelme Vezérkara keretében, Lengyelország Hadiszervezethez (POW – 1914-18. évektől) hasonlóan. A parancsnoka Michał Tokarzewski-Karaszewicz tábornok lett. SZP alárendelte magát a főparancsnok, Władysław Sikorski tábornok fennhatóságának. De Sikorski félt, hogy a sanacja tisztjei, azaz Sikorski politikai ellenfelei, túl nagy hatást fognak gyakorolni az SZP-re, ezért feloszlatta azt és helyette a Fegyveres Harci Szövetség (Związek Walki Zbrojnej, ZWZ) hozta létre. A szövetség élén Kazimierz Sosnkowski tábornok állt, akinek alárendeltjei lettek a németek által megszállt terület parancsnoka, Stefan Rowecki tábornok és a szovjetek által megszállt terület parancsnoka, Michał Tokarzewski-Karaszewicz tábornok. A ZWZ célja voltak: a tisztek oktatása, fegyverek gyűjtése és általános felkészítés a harcra. 1942. február 14-én a ZWZ-t Honi Hadsereggé (Armia Krajowa, AK) nevezték át, amelynek főparancsnoka Stefan Rowecki lett. A Honi Hadsereg 1945. január 17-éig tevékenykedett, akkor feloszlatta a harmadik főparancsnoka, Leopold Okulicki tábornok.
1940 őszén a ZWZ-hez kb. 20 ezer katona tartozott, 1943 nyarán a Honi Hadseregnek már kb. 380 ezer katonája volt: ez volt a legnagyobb földalatti hadsereg a megszállt Európában. A katonái többsége viszont kapott rendszeres kiképzést, sőt csak kb. 53 ezer darab fegyverük volt (ebből csak 6% volt gépfegyver). Az AK fő feladata az erők összegyűjtése volt, hogy Németország leverésének pillanatában aktiválódjon, mivel a fegyveres akciók kegyetlen megtorlással jártak, a hitleristák néhányszor tíz lengyelt lőttek le bosszúból egyetlen megölt németért. Csak 1942 végén tette az AK intenzívebbé az elterelő hadmozdulatokat: megtámadott német helyőrségeket, kisiklatta a keleti frontra tartó hadi szállítások vonatait, hidakat robbantott és foglyokat mentett ki. A változást az okozta, hogy csökkent Wehrmacht sikereinek száma, a Honi Hadsereg egyre nagyobb ügyességre tett szert és egyre intenzívebben a tevékenykedett a kommunista Népgárda (Gwardia Ludowa).

### Más földalatti szervezetek
1940 végén az emigráns kormány létrehozta titkos képviseletét a megszállt Lengyelországban – Delegatura Rządu na Kraj (kb. a Kormány Országos Képviselete). A kormány képviselője Cyryl Ratajski lett, aki miniszterelnök-helyettesi rangban volt. A fennhatósága alá tartozó osztályok: felderítési, elterelő hadmozdulaté, oktatási, igazságszolgáltatási és politikai. Földalatti bíróságok is működtek, amelyeknek ítéleteit végre is hajtották.
Az emigráns (londoni) kormánytól függetlenül földalatti bal- és jobboldali szervezetek is tevékenykedtek. 1939 szeptemberében a tevékenységét a Lengyel Szocialista Párt (PPS) felfüggesztette ugyan, a vezetősége viszont létrehozta földalatti szervezetét Szabadság, Egyenlőség, Függetlenség (Wolność, Równość, Niepodległość, WRN) néven, saját félkatonai egységeivel a Népgárdával (Gwardia Ludowa). 1941 szeptemberétől a Népgárda az AK részét képezte. A Nemzeti Párt (endecja) katonai egysége a Nemzeti Katonai Szervezet (Narodowa Organizacja Wojskowa) volt, 1942-től pedig a Nemzeti Hadierők (Narodowe Siły Zbrojne, NSZ). A parasztpartok kezdetben a ZWZ-ben tevékenykedtek, de mivel köztük a sanacja volt tagjai egyre befolyást szereztek, a parasztpartok megalakították a saját fegyveres egységeiket, a Paraszti Zászlóaljakat (Bataliony Chłopskie, BCh).
Azután, hogy Németország megtámadta a Szovjetuniót, a kommunista ellenállási mozgalom szintén intenzívebbé tette tevékenységét. 1938-tól a Lengyel Kommunista Párt a gyakorlatban nem létezett a sztálinista terror miatt, de 1941-től fogva a Szovjetunióban tartózkodó lengyel kommunisták kezdték újjáépíteni a pártot. Ez megfelelt a szovjet érdekeknek is, mert a megszállt Lengyelországban hiányzott az a szervezet, amely végrehajthatta Moszkva közvetlen utasításait. 1942. január 4-én megalakult a Lengyel Munkáspárt (Polska Partia Robotnicza, PPR), amelynek kapcsolatban kellett maradnia a Kominternnel. Márciusban létrehozták a PPR fegyveres egységeit, a Népgárdát (Gwardia Ludowa, GL – nem keverendő a WRN Népgárdájával!). Hogy belépjen a lengyel földalatti állam rendszerébe, a PPR próbált értekezni az emigráns (londoni) kormány képviselőivel. Néhányszor mégis az történt, hogy szovjet kémek parancsára a PPR megnehezítette a lengyel földalatti állam tevékenykedését, még konspirációban cselekvő személyeket is felfedett. 1944. január 1-jén a Népgárdát Néphadseregnek (Armia Ludowa, AL) nevezték át, első parancsnoka Michał Rola-Żymierski tábornok lett.

### Élet a földalatti államban
A lengyel földalatti állam tevékenységének fő elemei a sajtó, az oktatás és a kulturális tevékenység voltak. A sajtóban kb. 1400 sajtóterméket adtak ki (politikait, katonai, irodalmit, nőit, még humorosat is), a földalatti nyomdák könyveket is nyomtattak. A sajtóban földalatti bíróságok ítéleteit is publikálták. Az egész megszállás alatt földalatti iskolák tevékenykedtek, amelyekhez tanárokat és tankönyveket a Titkos Tanári Szervezet biztosított. A Lengyel Főkormányzóságban 60 ezer diák tanult titkos középiskolákban, azaz a háború előtti szám 70%-a. A háborúban majdnem 10 ezer egyetemista fejezete be tanulmányait. Földalatti színházak is létrejöttek magánlakásokban vagy pincékben.
A legnagyobb hadműveletek, amelyeket AK indított, a varsói felkelés és a Vihar-akció voltak. A Vihar-akció a kelet-Lengyelországban 1944. január 4-étől (amikor a szovjet hadsereg átlépték az 1939. évi lengyel–szovjet határt Volhíniában) 1945 januárjáig tartott a németek kiűzése céljával. Kezdetben a műveletben a lengyel és szovjet hadierők együttműködtek. Amikor a szovjetek áttörték a német védelmet, megszakították az együttműködést és internálták sok AK katonát. A varsó felkelés kapitulációja után a lengyel földalatti állam fővárosa Częstochowa lett.

## A Lengyel emigrációs kormány és a lengyel külföldi hadsereg 1941. és 1944. között

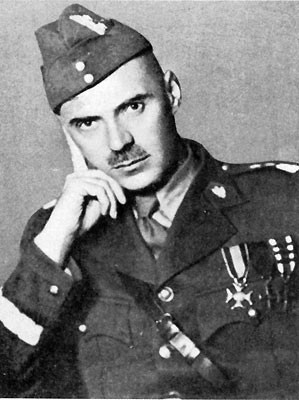
Władyslaw Anders

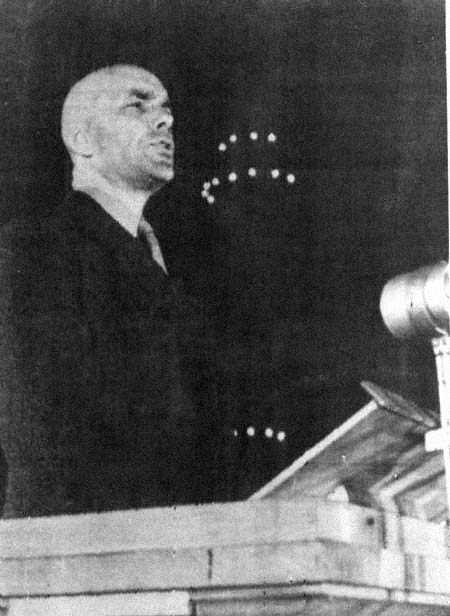
Zygmunt Berling

### Lengyel Hadsereg a Szovjetunióban
1941. július 30-án a lengyel emigráns kormány és a szovjet kormány aláírták az egyezményt. Augusztus 12-én Szovjetunió Legfelsőbb Tanácsa kiadta a közkegyelmi dekrétumot a Szovjetunióban bebörtönzött lengyelek számára. Két nappal később aláírták a hadi egyezményt, amelynek értelmében a kiszabadult foglyokból hadsereget terveztek alakítani, amely Németország ellen harcolna a Vörös Hadsereggel együtt. Szervezeti és személyzeti ügyekben a parancsnokságot a lengyelek gyakorolnák, a taktikai ügyekben pedig a szovjetek. A szeptemberben az addig az NKVD moszkvai székhelyén bebörtönzött Władysław Anders tábornokot nevezték ki a hadsereg főparancsnokává.
Andersnek nagyon fontos volt, hogy a lengyel katonák részt vegyenek a Nyugaton folyó harcokban, ezért törekedett Sztálin beleegyezését ahhoz elérni, hogy a lengyel hadsereg egy része kimehessen Szovjetunióból. Sztálin megengedte ezt 1942 nyarán, mikor a sztálingrádi csata kezdődött és a németek közeledtek a Kaukázushoz. Sztálin ezekkel az engedményekkel el akarta érni, hogy a lengyelek harcra a Szovjetunióban áldozatkészebb legyen. 25 ezer lengyel katona kiutazott Iránba, azután átszállították őket Olaszországba, ahol 2. Lengyel Hadtest néven harcolt a Monte Cassinó-i csatában (1944. januárja-májusa) és nagyon fontos, sőt döntő szerepet játszott az front ottani áttörésében.

### A szovjet–lengyel kapcsolatok megszakítása
1943 áprilisában a németek hírül adták, megtalálták a katyńi vérengzés során meggyilkolt lengyel katonák tömegsírjait. A szovjet kormány erre hamisítással vádolta meg. A lengyel emigráns kormány a németeknek kezdett el hinni, mivel két éve minden törekvése ellenére, nem kapott a szovjetektől felvilágosítást, mi történt azokkal a katonatisztekkel, akik 1939-ben estek szovjet fogságba. Kérte a Nemzetközi Vöröskeresztet, hogy vizsgálja ki az ügyet. Ez azt okozta, hogy Szovjetunió megszakította a politikai kapcsolatokat a Sikorski kormánnyal (április 26.). Egyidejűleg Sztálin létrehozta a Lengyel Hazafiak Szövetségét (Związek Patriotów Polskich, röviden ZPP, a szervezet, amely a kommunisták általi hatalomátvételt a előkészítette a jövő Lengyelországában) és megkezdte új haderők szervezését a Szovjetunióban – ezúttal Zygmunt Berling tábornok parancsnoksága alatt. Ez utóbbi csak nominális volt, valójában Sztálinnak alárendeltje volt. Emiatt később az első, Anders tábornok által irányított hadsereget Anders-hadseregnek hívták, a másikat Berling-hadseregnek.

### Sikorski halála

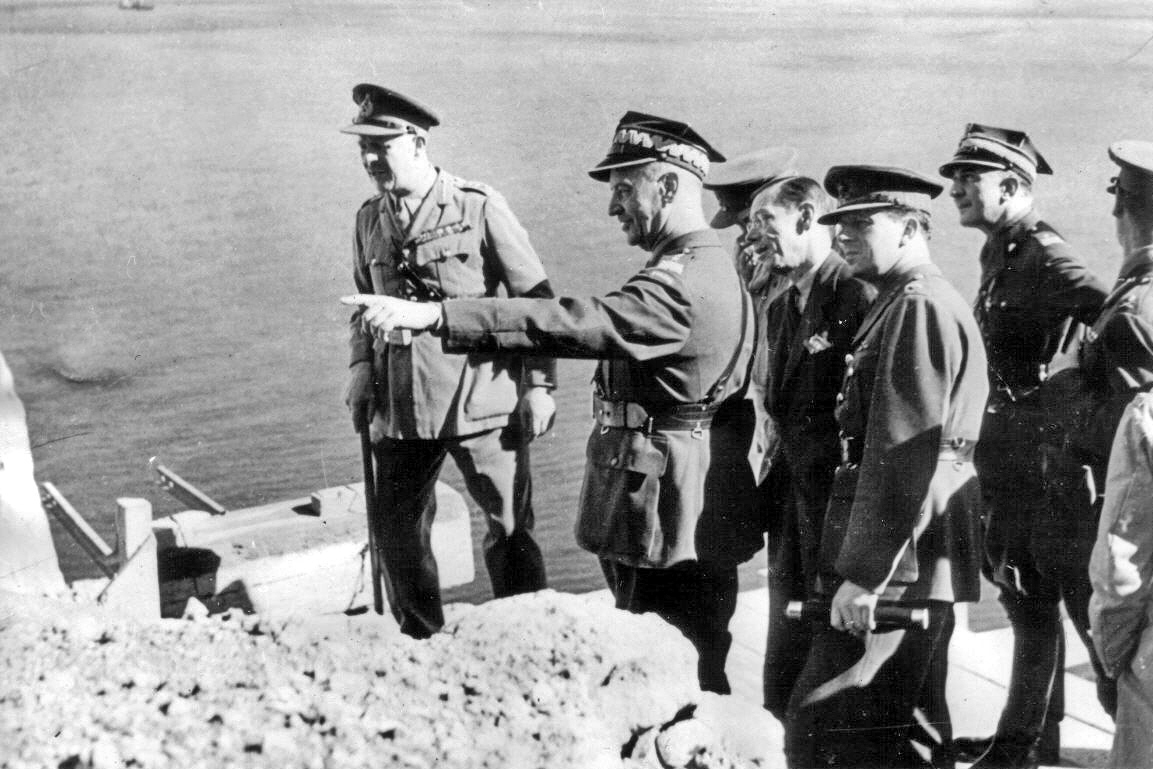
W. Sikorski Gibraltárban néhány órával a végzetes elrepülés előtt

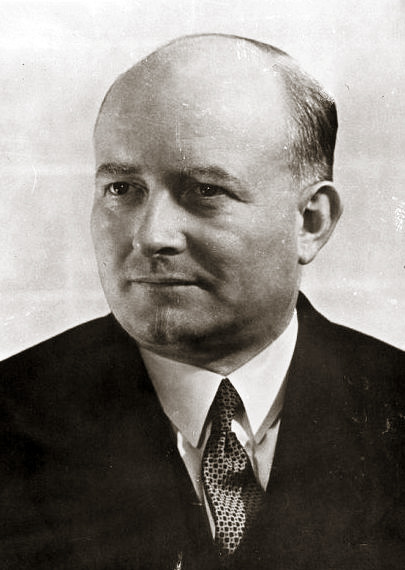
Stanisław Mikołajczyk

1943 júniusában Sikorski elrepült Irakba a Közel-Keleten szolgáló lengyel haderők szemléjére. A visszatéréskor a repülőgépje széttört máig kiderítetlen körülmények között Gibraltárnál (június 4.) és a tábornok meghalt. Sok történész úgy véli, hogy ez merénylet volt. Egyesek Sztálint vádolják az előkészítésével és végrehajtásával, mert szerintük Sztálin félt, hogy Sikorski firtatni fogja a katyńi vérengzés kérdését és tántoríthatatlan lesz a jövő lengyel-szovjet határt illetően. Mások szerint, ugyanezek a tényezők a nyugati államok (különösen a britek) számára is hátrányosan hatottak, mert elrettenthették volna a legnagyobb szövetségesüket a Németország elleni harcban. Nagyon rejtélyes az, hogy a britek máig nem akarják feloldani a brit felderítés levéltárában lévő, a katasztrófára vonatkozó dokumentumok titkosítását. Ez vádakat indukált a britekkel szemben, hogy ha nem is ők készítették elő a merényletet, de tudtak róla és nem gátolták meg azt. Végül 2008-ban a lengyel Nemzeti Emlékezet Intézetében vezetett vizsgálat eredménye szerint a gibraltári katasztrófa baleset volt, bár a körülményei máig titokzatosok.
Új miniszterelnök Stanisław Mikołajczyk lett, a háború előtti parasztmozgalom vezető személyisége; új fővezér viszont Kazimierz Sosnkowski tábornok.

### A lengyel kérdés a teheráni konferencián
1943. november 28-án elkezdődött a teheráni konferencia, amelyben Nagy Britannia, az Egyesült Államok és a Szovjetunió vezetői vettek részt. Ez egyike volt annak a három konferenciának, amelyek megalapozták az új világrendet a háború utáni Európában. Teheránban meghatározták többiek között, hogy a lengyel–szovjet határ ún. Curzon-vonal mentén lesz. Ezenkívül, Lengyelország a szovjet érdekszférába, a Vörös Hadsereg hadműveleti területéhez kerül (azaz, a nyugat-európai hadseregeknek nem volt szabad felszabadítani Lengyelországot a német megszállás alól). Mikołajczyk miniszterelnök nem tudott semmit ezekről a megállapodásokról és még mindig sikertelenül próbált egyetértésre jutni Sztálinnal az 1921. évi határ kérdésében. Csak 1944 októberében tudta meg az okokat és egy hónappal később lemondott. Az utódja a szocialista Tomasz Arciszewski lett.

## Német megszállás

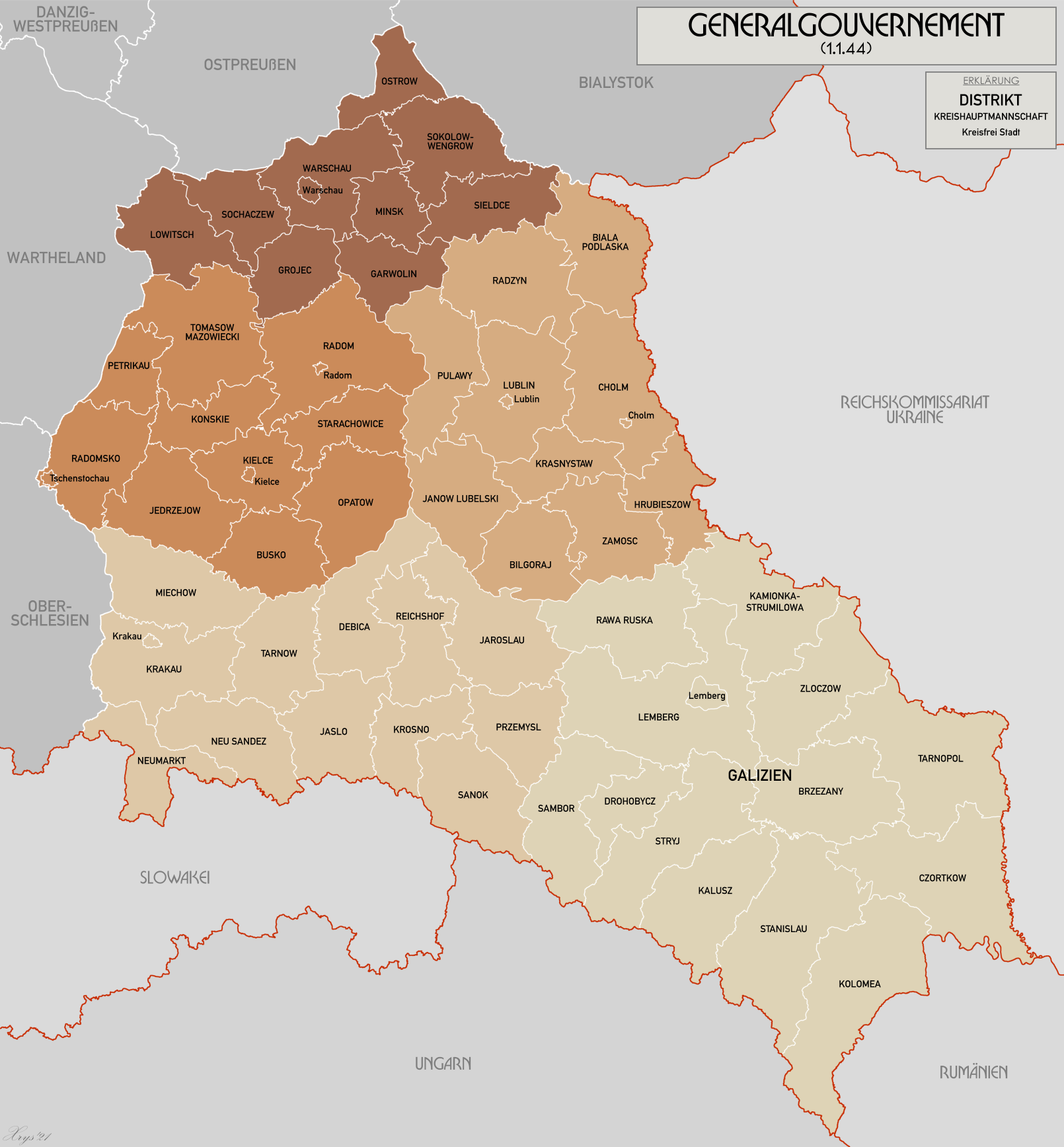
Lengyel Főkormányzóság 1941 után – kerületek (Distrikten) és járások

### Az elfoglalt területek
A német politika a bekebelezett területeken teljes germánizálását célozta meg. Ezt két módon tervezték elérni: germánizálva a népességnek azt a részét, amelyet a faji szempontokból megfelelőnek ismertek el, illetve rákényszerítve más lengyel polgárokat a német nemzeti lista (ún. Volkslista) aláírására. A többi lengyelt kiirtani vagy kitelepíteni tervezték a Lengyel Főkormányzóságba. 1939–40 között kitelepítettek a főkormányzóságba kb. 750 ezer lengyelt Sziléziából, Nagy-Lengyelországból és Pomerániából. Helyükre német telepeseket telepítettek le és az 1939–40 között a balti országokból evakuált ún. balti németeket. A lengyelek vagyonát elkobozták, kiszállítottak őket Németország belsejében végzendő kényszermunkára. A kiirtásuk érdekében pedig munka-, gyűjtő- és megsemmisítő táborokat (Arbeits-, Konzentrations-, Vernichtungslagern) építettek. Az elsőt már 1939 augusztusa végén kialakították Stutthofban (len. Sztutowo): ez rendőrségi tábor volt a Visztula deltájában, kezdetben a danzigi és pomerániai lengyelek számára.
A bekebelezett területek a belügyminiszter fennhatósága alatt voltak. A mindkét Reichsgau (Warthegau és Danzig-Westpreussen) igazgatása élén a Birodalom kancellárja által kinevezett helytartó állt, aki egyidejűleg az NSDAP kerületi osztagának vezetője (Gauleiter) volt. A rendőri hatalmat az SS és az új rendőrség parancsnokai gyakorolták. A rendőrség feladatait jelentősen kiszélesítették, a "régi" Birodalom területén működő rendőrséggel összehasonlítva: az SS és rendőrség végrehajtották a zsidók kiirtására vonatkozó elképzeléseket és rögtönítélő bíráskodást gyakoroltak a Birodalom ellenségein. A rendőrségen kívül a Lengyelországban élő németekből álló német önvédelmi erők is léteztek.

### A Lengyel Főkormányzóság

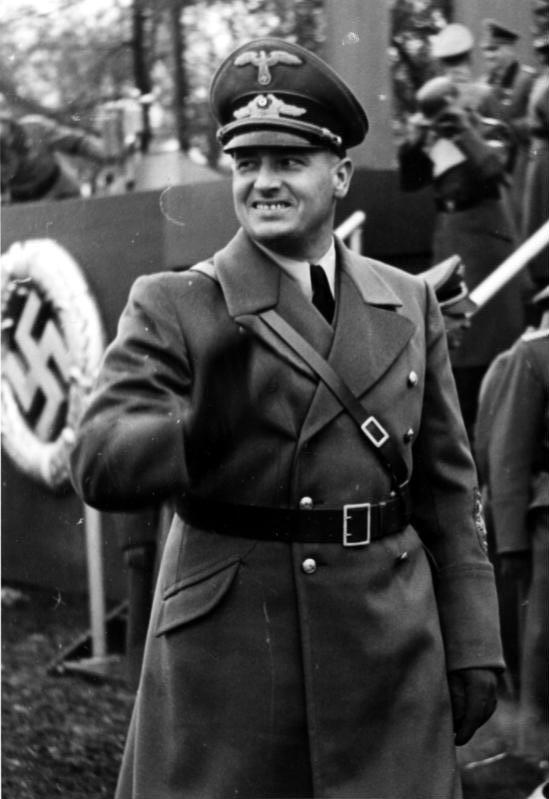
Hans Frank

A Lengyel Főkormányzóságot tulajdonképpen úgy kezelték mint egy gyarmatot, amelynek feladata volt ellátni a német hadigazdaságot szakképzetlen rabok munkaerejével. Ennek érdekében bevezették a kényszermunka kötelezettséget a 18–60 éves korú lengyeleknek, később lecsökkentve az alsó határt 14 évre. A lengyel kényszermunkások nehéz életkörülmények közt dolgoztak a Birodalomban a német mezőgazdaságban, iparban és szállításban és a munka- és gyűjtőtáborokban.
| a) b) c) d) 1 2 3 4 5 6 7 8 9 10 11 |
| A lengyel területek felosztása a német–szovjet háború kitörése után: a) – d), 1 – 7 – lásd a előző térképet; 8 – Białystoki kerület, 9 – a Keleti Birodalmi Biztossághoz csatolt terület, 10 – az Ukrajnai Birodalmi Biztossághoz csatolt terület, 11 – Galíciai kerület (Lengyel Főkormányzóság) |

A kizsákmányolás a Lengyel Főkormányzóságban főként rablógazdálkodás révén valósult meg, különösen az iparban, ahol rendszeresen elrabolták az üzemi felszereléseket és a nyersanyagokat. A földművesekre a termékek beszolgáltatásának kötelezettségét rótták ki, amelynek megszegése börtön- vagy halálbüntetéssel volt megtorolva. Az élelmiszerhiány következményeként bevezették az élelmiszer adagolását, de ennek ellenére a népesség többsége alultáplált volt.
A Lengyel Főkormányzóságot négy közigazgatási kerületre osztották fel : a Krakkói, a Lublini, a Radomi és a Varsói kerületre. A községek megmaradtak, a Főkormányzóság hatósága a lengyel tűzoltóságnak és a Lengyel Vöröskeresztnek engedélyezte tevékenységük folytatását. A Főkormányzóság élen Hans Frank állt (Generalgouverneur – főkormányzó), székhelye Krakkóban volt. A főkormányzó rendeleteket adott ki. 1940 decemberétől, amiben segített neki a Lengyel Főkormányzóság kormánya Josef Bühlerrel az élen.

### A lengyel területek átszervezése a német-szovjet háború kitörése után
A német-szovjet háború kitörése után (1941. június 22.) a Szovjetunió által korábban megszállt területeket Németország a következőképpen szervezte meg:
- a volt Lwówi, Stanisławówi és Tarnopoli vajdaságokat hozzácsatolta a Lengyel Főkormányzósághoz és létrehozta ezekből az ötödik kerületet Galíciát (a Lengyel Főkormányzóság területe 142 ezer km²-rel nagyobbodott meg);
- a volt Poleszjei vajdaság egy részéből és a Białystoki vajdaságból létrehozták a Białystoki kerületet (Bezirk Bialystok),[31] melyet nem rendeltek alá tartománynak;
- Nyugat-Fehéroroszországot a déli övezete nélkül és Wilnói Földet hozzácsatolták a Reichskommisariat Ostlandhoz (Kelet Birodalmi Biztosság), amely Litvániát, Lettországot és Észtországot is magába foglalta. Nyugat-Ukrajnát és Fehéroroszország déli övezetét (Brześćcsel együtt), de a Galíciai kerület nélkül a Reichskommisariat Ukrainéhez (Ukrajna Birodalmi Biztosság) sorolták.

### Német terror
A Lengyel Főkormányzóságban a megszálló a céljait a kibővített rendőrségi és katonai rendszer révén, többek közt a titkos (Gestapo) és a (Kripo) bűnügyi rendőrség segítségével hajtotta végre. Közrendészeti feladatokat az Ordnungspolizei végezte. A németek meghagyták a lengyel ún. kék rendőrséget (granatowa policja), mint kisegítő egységet. A jogköre kicsiny volt, a kék rendőrök főként közrendi és biztonsági szerepet játszottak.

#### Akciók a lengyel értelmiség ellen
1939 őszén, a lengyelországi hadjárat befejezése után német alakulatok megkezdtek az ún. Intelligenzaktiont (Értelmiség Akciót), ami egészen 1943-ig tartott ez és a lengyel értelmiségi elit ellen irányult. A hitleristák azt hitték, hogy csak a lengyel értelmiségnek van a nemzeti öntudata, így az értelmiség kiirtása lehetővé teszi a "köznép" germanizálását. Az Intelligenzaktion Lengyelország más-más tartományában más erővel történt, a legtöbb halálos áldozat (kb. 30 ezer) Pomerániában volt.
A legismertebbek a következő esetek:
- Sonderaktion Krakau (Krakkói Különleges Akció): 1939. november 6-án a megszálló hatóság tanácskozásra berendelte a Jagelló Egyetem oktatóit az egyetemre, ahol letartóztatta őket. 183-at kiszállított a sachsenhauseni gyűjtőtáborba (30 km-re Berlintől északra), két nő kivételével. 101 főt később kiszabadítottak Benito Mussolini személyes közbenjárása nyomán. Sokuk meghalt, vagy a letartóztatás idején, vagy a táborban, vagy a kiszabadítása után az egészségük megromlása miatt.
- AB-akció (Aussenordentliche Befriedungsaktion – Rendkívüli béketeremtő akció): 1940-ben az ellenállók felerősítették tevékenységüket a németek ellen, ekkor már Németország nyugaton harcolt. Ezért döntött a megszálló az akció végrehajtásáról. Ezt tömeges letartóztatások vezették be 1940 márciusának végén.[32] A lengyel foglyokat a Birodalomba, gyűjtőtáborokba deportálták és az újonnan létrehozott auschwitzi koncentrációs táborba (1940. április 27.). Lengyel személyiségek ezreit titokban le is lőttek, külön az erre kiválasztott elszigetelt, erdős helyeken. A palmiryi vérengzésben vesztette életét pl. Maciej Rataj, az 1922–27. évi Szejmmarsall (Szejm elnöke), vagy Janusz Kusociński futó, az Los Angeles-i olimpia bajnoka. Az AB-akció 1940. július elején fejeződött be.
- a lwówi professzorok meggyilkolása: a német–szovjet háború kezdete után, amikor a németek átvették Lvivet, úgy döntöttek, hogy "hatékonyabban" kell tönkretenni a lengyel tudományos környezetet, mint korábban Krakkóban. 1941. július 2-4-én a Gestapo letartóztatta a lwówi egyetemek 23 professzorát és családját, lelőtt 46 embert (ebből 40-t már július 4-én). Közöttük volt pl. Kazimierz Bartel, aki háromszor volt lengyel miniszterelnök, vagy Tadeusz Boy-Żeleński, orvos, irodalmár és a francia irodalom fordítója.

Összességében az Intelligenzaktion következtében kb. 100 ezer lengyel halt meg; egyik felét lelőtték, a másikat gyűjtőtáborokba vitték, amit csak néhány százalék élt túl.

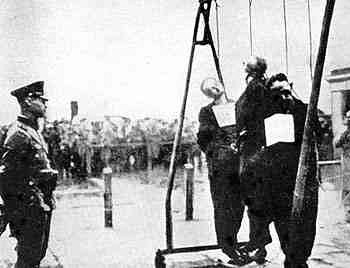
Tömeges kivégzés áldozatai Łódźban

#### Tömeges kivégzések, tisztogatások a falvakban

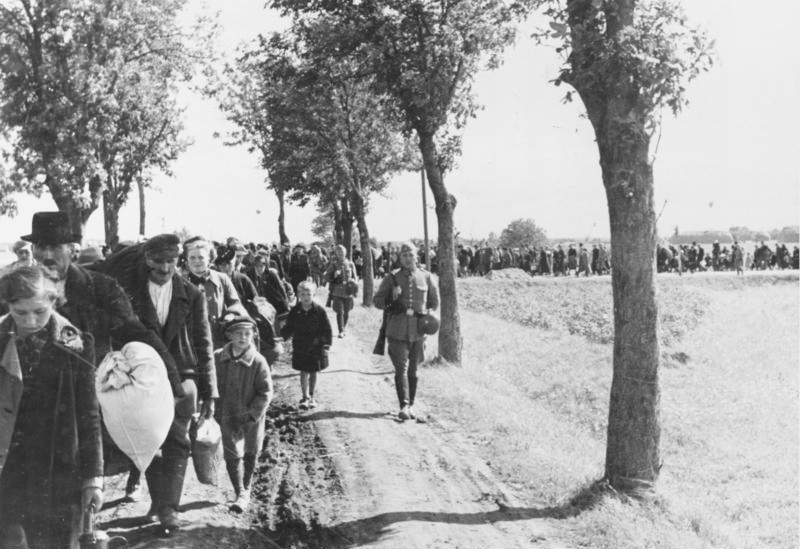
Kilakoltatás Nagy-Lengyelországból, 1939. ősze

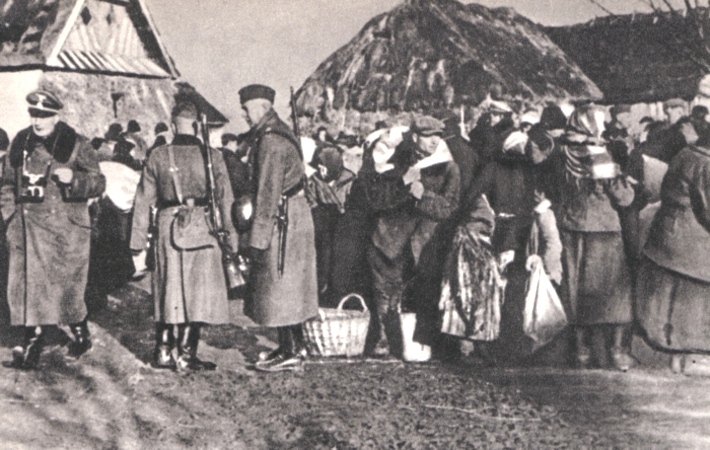
Kilakoltatás Zamość környékén 1942. decemberében

A terrorpolitika elmei tömegkivégzések voltak. A megszálló többségben bírósági ítélet nélkül hajtotta végre ezeket. A nemzet kiirtásán kívül arra szolgáltak, hogy kierőszakolják a társadalom engedelmességét a megszálló politikája iránt. Vagy nyilvánosan történtek a városokban vagy titokban elszigetelt helyeken. A kivégzéseket a "németellenes" tettekért hajtották végre – így értették pl. a zsidók rejtegetését (1942-től fogva), segítségnyújtást a hadifoglyoknak, partizánoknak és táborokból elmenekülőknek, vagy azt, hogy földművesek megszegték a beszolgáltatási kötelezettséget. Szokásos volt, hogy a németek túszokat ejtettek és azután lelőtték őket németellenes tettek esetén. Rendszeres volt 20 túsz szabotázs akcióért vagy egy német megöléséért, 50 német hivatalnok megöléséért és 100-150 vonat megtámadásáért.
A német megszálló a közösségi büntetés eszközét használta. Egyik formája a falvak megtisztogatása. Abban álltak, hogy a büntető expedíció tagjai azonnal embereket lőttek le és felgyújtottak épületeket, gyakran az erőszak más formait használva (pl. nők megerőszakolását). Ezek oka főként a lakosok segítségnyújtása az ellenállási mozgalomnak, zsidók és elmenekülő hadifoglyok elrejtése, a termékek kötelező beszolgáltatásának nem teljesítése. Az akciókat az SS, a Wehrmacht és rendőrségi alakulatok végezték. Néhány falut tüzérséggel és légierővel romboltak le.

#### Kilakoltatások

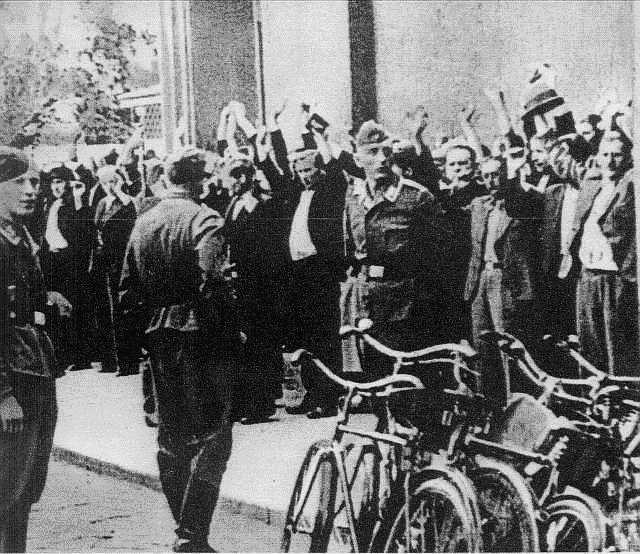
Łapanka

A lengyel társadalom kiirtásának másik eszköze volt a tömeges kilakoltatás. 1939 októberében a német közigazgatás döntött 700 ezer lengyel kitelepítéséről Sziléziából, Nagy-Lengyelországból és Pomerániából. A kitelepítettek egy részét kényszermunkára vitték Németországba. A kilakoltatásokat célzottan a nagy fagyok idején hajtották végre, az embereket zsúfolt tehergépkocsikon szállították ideiglenes (menekült-) táborokba (Durchgangslager) gyűjtötték amelyekben fűtés sem volt. A nehéz körülményekben sok ember meghalt, különösen gyerekek. Az 1942-43. között zajlott le egy nagy kitelepítési akció Zamość környékén, amikor 300 faluból kiszállítottak 110 ezer embert, köztük 30 ezer gyereket, utóbbiakból 4500-at szállítottak ki Németországra, hogy elnémetesítsék őket.
A hitleristák azokat a gyerekeket szállították ki Németországba, akiket faji szempontok alapján értékesnek gondoltak. A gyerekeket erőszakkal ragadták el, gyakran alattomosan, szüleik legyilkolása után vagy megfelelő német intézmény döntése értelmében (pl. titkos, a fajra vonatkozó vizsgálatok után). A német megszálláskor kb. 200 ezer lengyel gyereket szállítottak ki Németországba és más európai országokba; a háború után csak kb. 15%-ukat sikerült visszakapni

#### Kényszermunka
A rabmunkát a németek mind a kizsákmányolás, mind a népirtás eszközeként használták. A munkakötelezettséget a közigazgatás vezette be; a németek ún. łapankákat is szerveztek (len. a łapać ige elfogást, elkapást jelent), amelyekben véletlenszerűen kiválasztott embereket tartóztattak le és irányítottak a Birodalomba kényszermunkára, gyűjtőtáborokba valamint börtönökbe. A łapanka abból állt, hogy a hadsereg, az SS vagy a Gestapo körülvett egy forgalmas helyet (pl. pályaudvart vagy piacot) és összefogdosott minden ott tartózkodó embert. Az ott található boltokban dolgozó eladók halálbüntetés terhe mellett nem engedhettek be senkit az utcáról. Hasonló akciókat más országokban is szerveztek (pl. Franciaországban – razzia néven).
Lengyelországból összesen kényszermunkára több mint 2,8 millió lengyelt szállítottak ki.

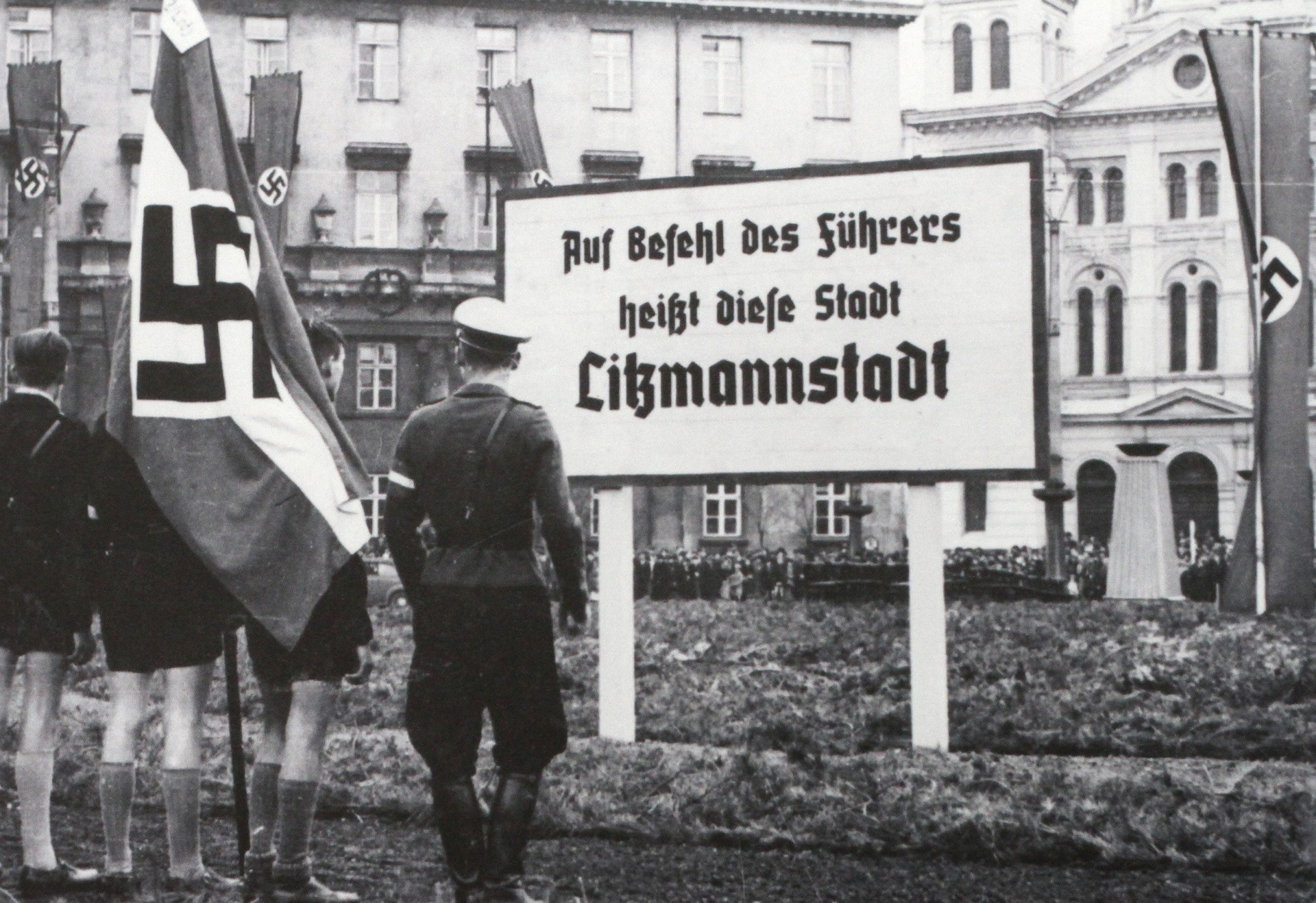
Írás a táblán Łódźban: A Führer parancsára ennek a városnak neve Litzmanstadt

#### A lengyel kultúra kiirtása
A lengyelországi hadjárat befejezése után elkezdődött a lengyel tulajdonban levő műtárgyak és művelődési javak tervszerű rablása. A 2001. évi árfolyam szerint összesen kb. 11 milliárd dollár értékű, 500 ezer egyedi műalkotást raboltak el a németek, ebből csak kicsiny részt sikerült visszaszerezni.
A megszálló hatalom a legnagyobb lengyel városok lerombolását, átépítését vagy germanizálását tervezte. Az ott élő zsidók kiirtása és a lengyelek betelepedésének megakadályozásával akarta a városok népességét mérsékelni. Varsót a földdel egyenlővé akarta tenni, majd Varsó Új Német Várossá alakítani és vidéki közlekedési központtá tenni. Łódźot Litzmannstadtra keresztelték; a belvárosát le akarták rombolni és óriási népcsarnokot kívántak ott építeni, amit a német lakókerületektől egy zöld sáv választott volna el. Krakkót, a német helytartó székhelyeként teljesen germanizálni akarták és a német közigazgatás és közlekedés fontos központjává tenni. Elkülönítették a német kerületet és átépíteni tervezték még a Wawelt is. 1942-ben bevezették az utcák és a terek kizárólag német neveit. Hasonlóan akartak cselekedni Lublinnal és Rzeszówval (1941-től Reichshof).

#### Német Nemzeti Lista
A németesítés érdekében a lengyel népességet csoportokra osztották fel, ezért rákényszerítették az embereket a Német Nemzeti Lista (ném. Deutsche Volksliste, DVL) aláírására. Elméletileg csak német származású személyek írták alá, de elég volt, hogy ha az ember (a nácik szerint) nem "tiszta" lengyel (azaz pl. sziléziai, kasub, podhalei gorál) volt vagy önállóan bejelentette a lista aláírásának készségét, hogy elkezdjék a regisztrálási folyamatot. A regisztrálás alá tartozó népességet négy csoportra osztották fel:
1. Volksdeutscher – német nemzetiségű, politikailag aktív, a háború előtt a Harmadik Birodalom javára tevékenykedő személyek,
2. Deutschstämmige – a német nemzetiségét kinyilvánító, általában németül beszélő és a német kultúrát ápoló, de politikailag semleges személyek,
3. Eingedeutschte – bennszülött személyek, akiket a németek részben ellengyelesítettnek minősítettek (sziléziaiak, kasubok, mazúriaiak) és a német származású lengyelek (a németekkel házasodott személyek).
4. Rückgedeutschte – eredetileg német származású személyek, akik lengyel érzelműekké lettek és a háború előtt tevékenyen együttműködtek a lengyel hatóságokkal vagy lengyel társadalmi és politikai szervezetek tagjai voltak.

Az első két csoportba besoroltak automatikusan megkapták a Birodalom állampolgárságát, a 3. csoportba tartozók csak 10 évre, a 4. csoportba tartozók csak kivételesen. Aki megtagadta a lista aláírását, azt a „faj árulójának” tekinthették és az egész környezetével együtt elküldhették gyűjtő- vagy menekülttáborba. A Német Nemzeti Lista aláírására összesen kb. 1,8 millió lengyel polgárt kényszerítettek rá. A lista aláírása viszont kiváltságokkal járt, pl. nagyobb élelmiszer-fejadagokkal, viszont a katonai szolgálat kötelezettségével is.

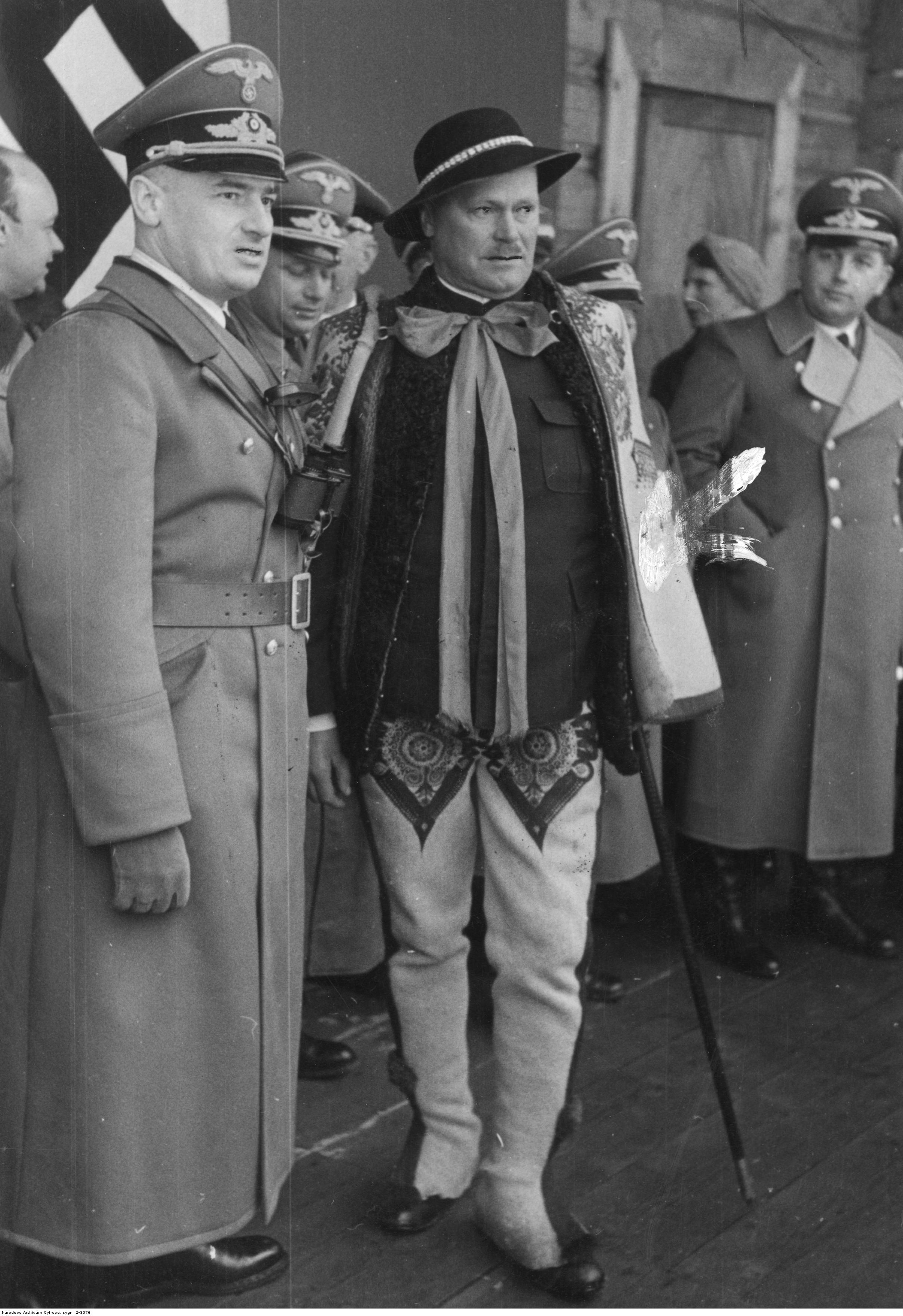
Hans Frank (balra) és W. Krzeptowski 1940 áprilisában

##### Goralenvolk
Amikor 1939 szeptemberében a németek elfoglalták Podhalét (Nowy Targ és Zakopane környéke), néhány háború előtti ottani személy (Henryk Szatkowski, Wacław Krzeptowski) a megszállók támogatásával azt kezdte el terjeszteni, hogy a hegylakók lengyel nyelven goralok, német származású nép: Goralenvolk. Novemberben Wacław Krzeptowski „a góralok nevében” megköszönte Hans Frank főkormányzónak, hogy a németek felszabadították őket a „lengyel elnyomás alól”. November 29-én Krzeptowskivel az élén létrehozták a Góralok Szövetségét (Goralenverein) mint a háború előtti Hegylakók Szövetségének jogutódját.
Az 1940 júniusában Podhaléban végrehajtott népszámlálás szerint a népesség összesen 18%-a vallotta magát a Goralenvolkhoz tartozónak, ami a volksdeutschok egyik legnagyobb százalékát tette ki a Lengyel Főkormányzóság területén. Ki kell emelni viszont, hogy a hegylakók együttműködése a németekkel elég laza volt. A Goralenverein sok tagja kihasználta helyzetét, hogy segítsen azoknak, akik nem tartoztak a szövetséghez. A németeknek sem sikerült megalakítani az SS-hegylakó egységét. Ettől fogva a németek felhagytak Goralenvolk különállóságának támogatásával.
A Goralenvolkot az ellenállási mozgalom küzdötte le, eleinte maguk a hegylakók ún. Tátrai Konföderációja, végül a Honi Hadsereg zúzta szét teljesen. A „Goralenführer”, Wacław Krzeptowski 1944 nyarán elmenekült Szlovákiába (ahol részt vett a szlovák nemzeti felkelésben), azután visszatért Zakopanéba, és 1945. január 20-án, a Lengyel Földalatti Állam ítélete alapján felakasztották a Honi Hadsereg harcosai.

#### Német táborok Lengyelországban

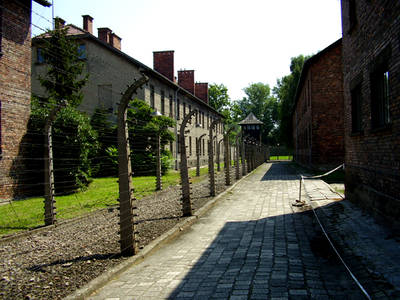
Auschwitzi gyűjtőtábor

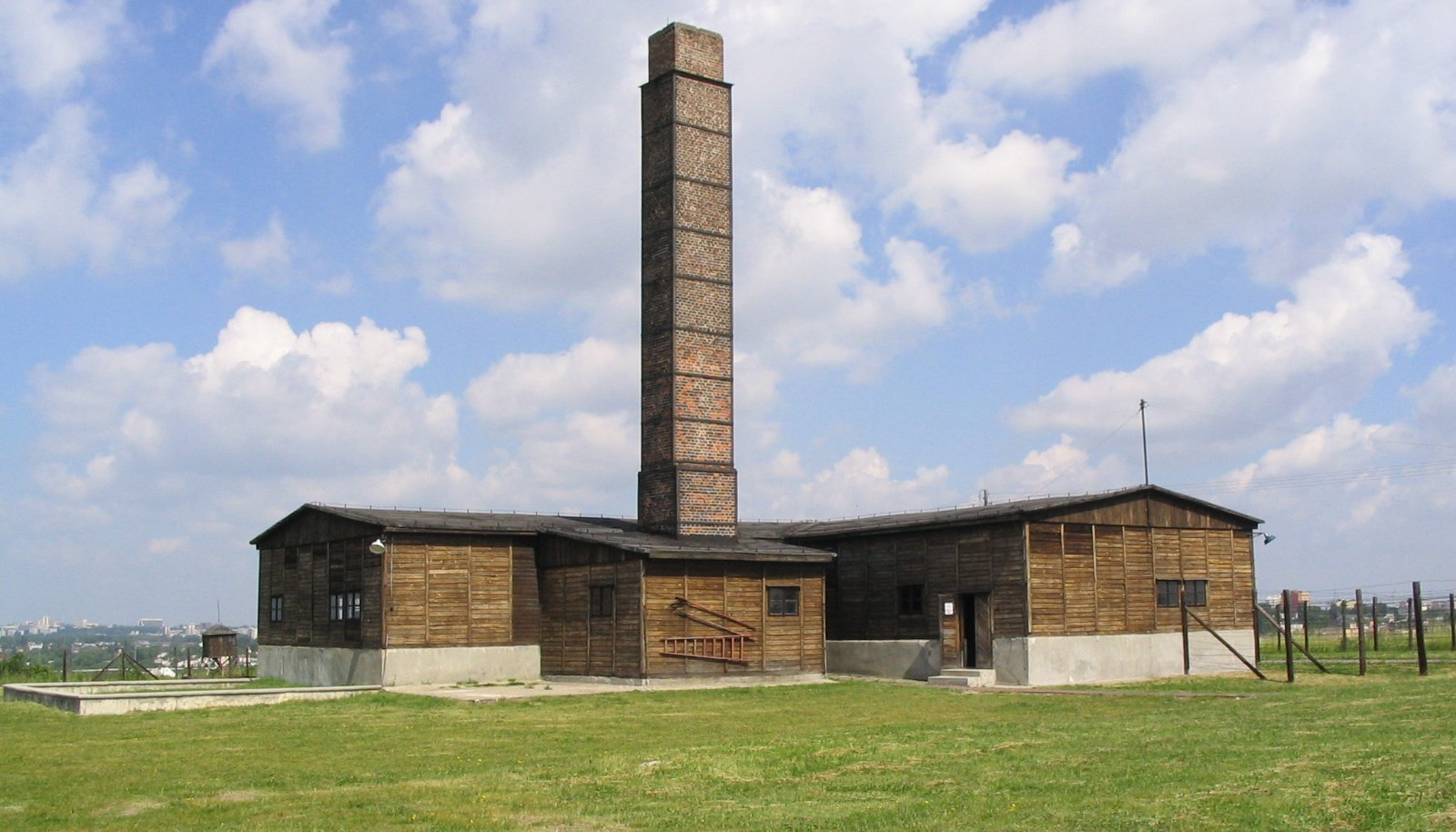
Krematórium a majdaneki táborban

A lengyel nemzet biológiai kiirtása tervének elmei közé tartoztak a munka-, gyűjtő- és tömegpusztító táborok (Arbeits-, Konzentrations-, Vernichtungslagern). Összesen kb. 3000 volt belőlük. A gyűjtő- (vagy: koncentrációs) táborokban nem mindig hajtottak végre tömeggyilkosságokat, mert nem mindegyik táborban volt ehhez megfelelő felszerelés. Az ilyenek táborok gyakran nehéz börtönként szolgáltak (pl. Stutthof vagy Płaszów). A tömegpusztító táborokat főként a zsidók megsemmisítésével kapcsolatban építették (lásd lejjebb). A legismertebbek táborok Stutthof (Gdańsk mellett), Majdanek (Lublin mellett), Auschwitz–Birkenau (len. Oświęcim-Brzezinka), Bełżec (Zamość és Lwów között), Płaszów (Krakkó területén), Sobibór (Chełm mellett), Treblinka (Białystok és Varsó között félúton) voltak. A táborokban és több más központban is sok pszeudo-orvostudományi kísérletet hajtottak végre. A német táborokban Lengyelországban összesen kb 1,3-1,5 millió lengyel halt meg, viszont az egész megszállás alatt, 1939 és 45 közt több mint 3 millió lengyel és kb. 2,7 millió zsidó származású lengyel polgár.
Ami a táborokat illeti, érdemes felhívni a figyelmet egy gyakori hibára, amelyet a nyugati hírközlés és még politikusok is elkövetnek. Amikor „Lengyelországi (földrajzi értelemben) haláltáborokra” gondolnak, a „lengyel haláltáborok” meghatározást használják. Azok az emberek, akik rosszul ismerik az Európa történetét, úgy is érthetik ezt mint olyan "táborok, amelyeket a lengyelek hoztak létre és működtettek". Ezért a lengyel haláltáborok meghatározás rontja a Lengyelországról alkotott képet a világban és a lengyel állam határozottan tiltakozik emiatt. Formálisán, ennek a meghatározásnak a használatát Holokauszttagadásnak, azaz bűncselekménynek ismerhető el.

#### A zsidók megsemmisítése

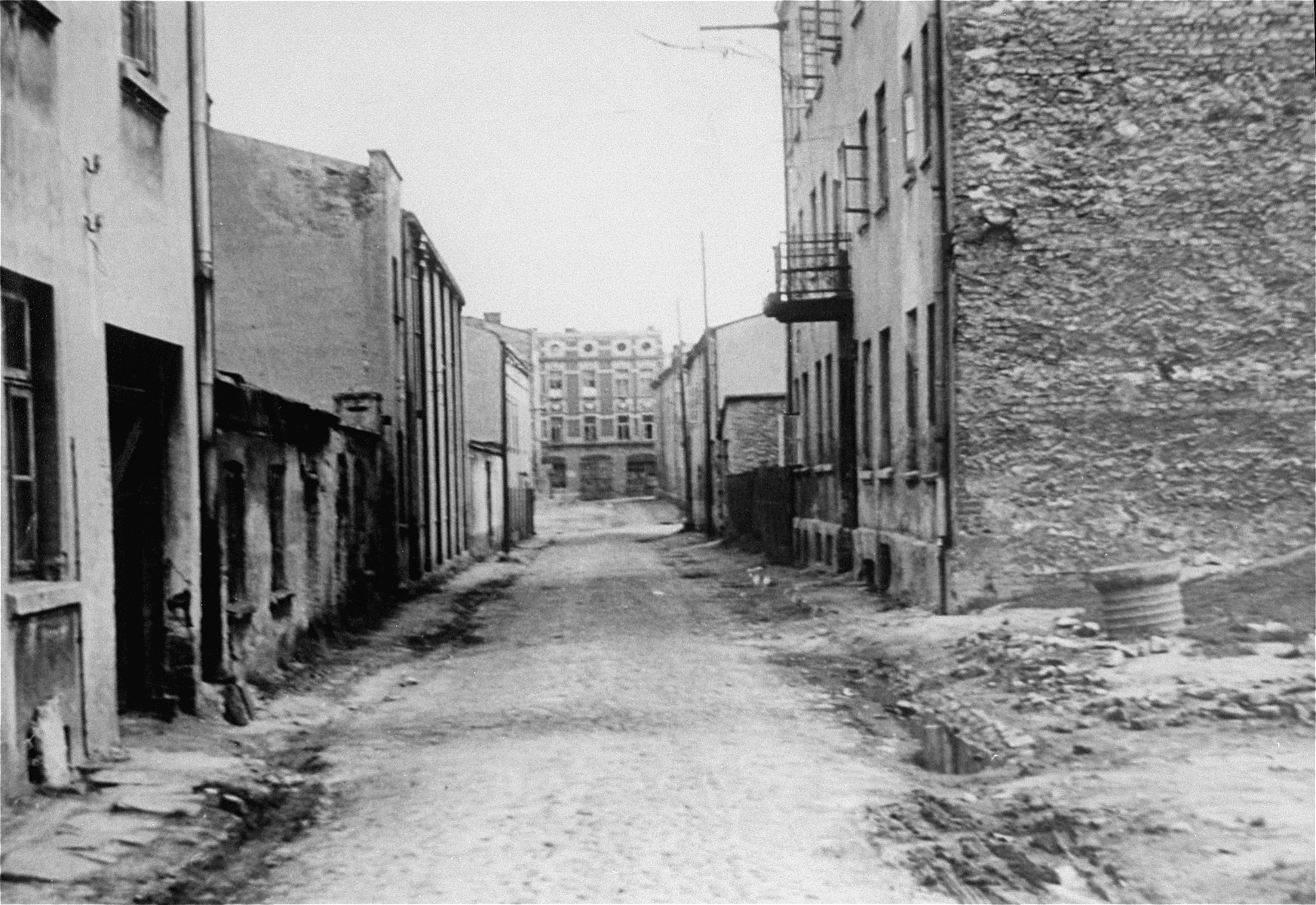
A gettó Częstochowában

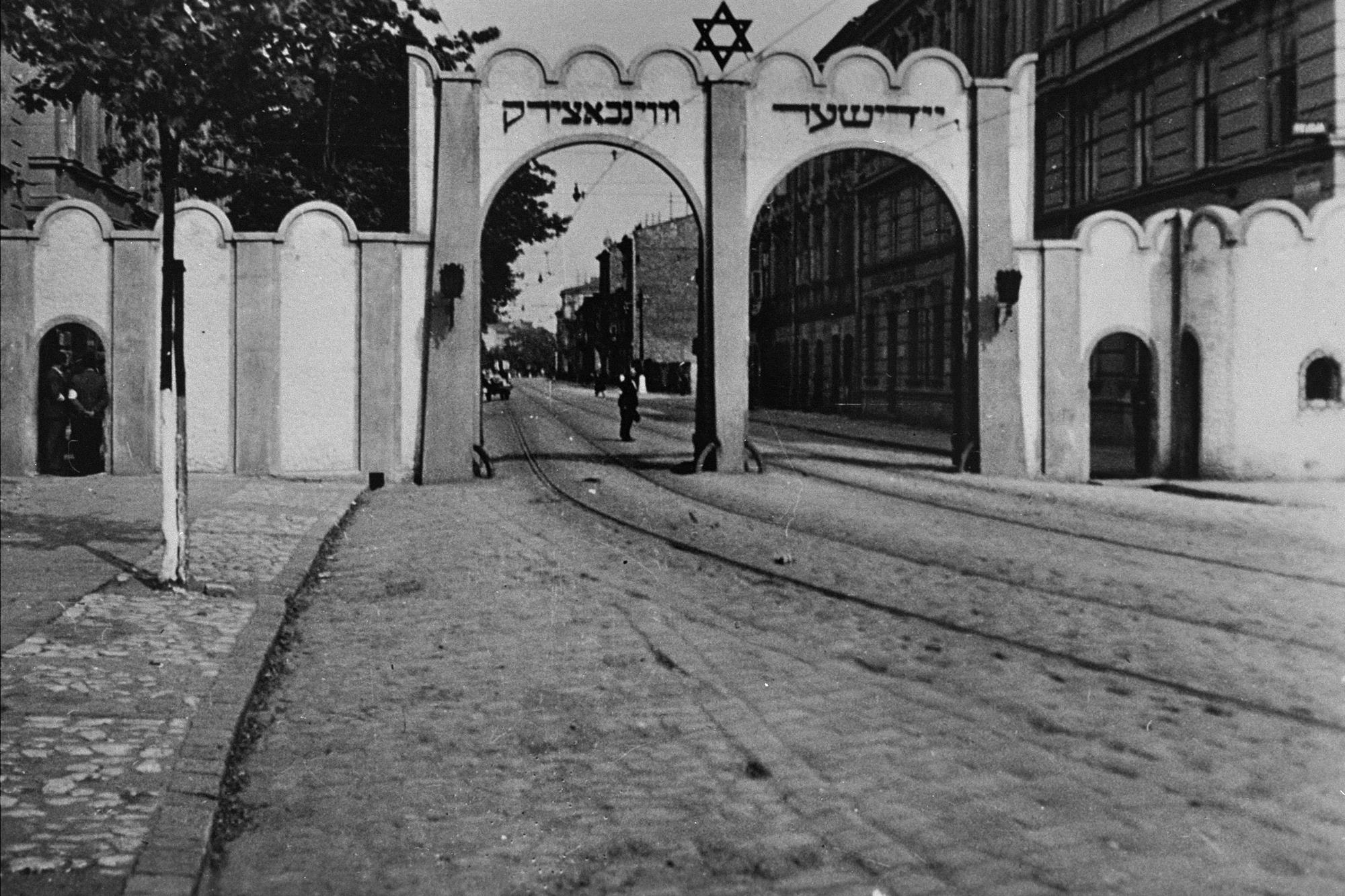
A krakkói gettó kapuja

A zsidók elleni megtorlások a következők voltak: áttelepítés a Lengyel Főkormányzóságba, vagyon elkobzása, munkaerő kiaknázása, bezárás gettóba és munkatáborba majd végül legyilkolásuk a tömegpusztító táborokban. A zsidóknak sárga-csillagos karszalagokat kellett viselniük. Nem volt szabad dolgozniuk közintézményekben, használniuk tömegközlekedési eszközt, a elhagyniuk gettót halálbüntetés terhe mellett. Lengyelország az egyetlen európai ország volt, ahol halállal büntettek azokat, akik zsidókat rejtettek, segítettek nekik vagy ha csak élelmiszert is adtak.
A Lengyel Földalatti Állam segítette a zsidókat. A londoni kormány országos képviseleténél tevékenykedett a Żegota névű szervezet, amelynek a feladata ez a segítség volt. A Żegota rejtekhelyeket biztosított vagy hamis iratokkal (pl. keresztlevelekkel) látta el a zsidókat, gondozó családokat keresett az elárvult zsidó gyerekeknek.
Az első gettók a zsidó népesség számára már 1939-ben létrejöttek Piotrków Trybunalskiban, azután Łódźban (1940 februárja), Varsóban (1940 októbere). Az egész országban összesen 500 gettót hoztak létre. Az életkörülmények gyilkosak voltak ott: nagyon nagy népsűrűség, élelmiszerhiány (kb. 400 kalória naponként, majd később már csak 183 kalória) meg gyógyszerhiány (ami számos haláleseteket okozott hastífusz és vérhas miatt). Csak a varsói gettóban 1940. és 1942. között 100 ezer zsidó meghalt éhség és betegségek miatt, sőt az éhség miatt gyakran kannibalizmus esetei is megtörténtek. A gettókat az 1942–44. években módszeresen számolták fel, kiszállítva az embereket a gyűjtő- és tömegpusztító táborokba, ahol kirabolták és gázkamrákban megölték őket.
A zsidók végleges megsemmisítéséről a hitleristák a wannseei konferencián (1942. január 20.) döntöttek, ahol megállapították a módokat és eszközöket a "zsidókérdés végső megoldása" érdekében (Endlösung – azaz a zsidó lakosság teljes megsemmisítése). A Lengyel Főkormányzóságban tömegpusztító táborokban gyilkolták a zsidókat: Bełżecben, Sobibórban, Majdanekben és Treblinkában, a legnagyobb pedig Auschwitz-Birkenau volt már Lengyel Főkormányzóságon kívül (pontosan – a Birkenau nevű része). Ilyen a táborokat egy kicsit korábban elkezdték szervezni (1941 végétől fogva), mert egyre nagyobb szervezési, pénzügyi és (a bakóknak) pszichológiai nehézségek fordultak elő egyre számosabb tömegkivégzéssel kapcsolatban. A németek beszerelték a táborokba a gázkamrák és krematóriumok rendszereit, amelyek lehetővé tették naponta emberek ezreinek gyilkolását és a halottak elégetést. A gyilkolás technikája hasonló volt minden táborban. Az odaszállított emberekből a tábor dolgozói azokat választották ki, akikből még előnyt reméltek (pl. álorvostudományi kutatásokhoz vagy munkához), a többieket pedig meztelenre vetkőztették és a helyiségbe vezették, amely látszólag úgy nézett ki, mint egy fürdő, de a vezetékekből nem víz, hanem a gáz (pl. Zyklon–B) ömlött, amely néhány perc alatt megölt mindenkit. A halottakat különféle módon égették el: krematóriumi kemencékben (Auschwitzban), a vasúti sínekből készített rostélyokon (Treblinkában), stb.

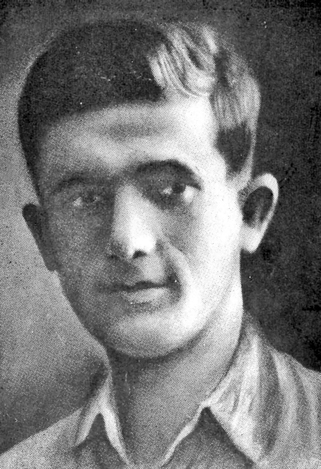
Mordechaj Anielewicz

A tömegpusztító táborokban a nácik összesen kb. 2 millió embert gyilkoltak meg. Ráadásul kb. 700 ezret egyéni és tömegkivégzéseken valamint a gettókban gyilkoltak le. Az 5,1 millió európai zsidó közül, akiket a tömegpusztító táborokban gyilkoltak meg lengyel területen összesen 4 millió halt meg.
Válaszul az Endlösungra gettófelkelések törtek ki, amelyek közül a varsói gettófelkelés volt a legismertebb. Amikor 1943. április 19-én német katonai és rendőri osztagok beléptek a gettóba, hogy azt véglegesen felszámolják, a felkelők Mordechaj Anielewicz parancsnoksága alatt tüzeltek rájuk. Annak ellenére, hogy mind létszámban, mind fegyverzetben lényegesen gyengébbek voltak, a gettó mégis három hétig kitartott. Amikor a harcok véget értek, a németek lemészárolták a túlélőket (helyben vagy a treblinkai tömegpusztító táborban), a vezetők pedig öngyilkosságot követtek el. A felszámolási osztagok parancsnoka, Jürgen Stroop tábornok úgy leromboltatta a gettót, hogy még a házak falai sem maradtak meg, a gettó a földdel vált egyenlővé. 1943. május 16-án a németek kihirdették a felkelés elfojtását.
A nagyság szerint második legnagyobb felkelés a białystoki zsidó gettóban tört ki (1943. augusztus 16–20-a).

## Szovjet megszállás
A Szovjetunió által elfoglalt területeken eleinte pszeudo-államokat alakítottak ki – Nyugat-Fehéroroszországot és Nyugat-Ukrajnát, ahol fiktív választást szerveztek a népgyűlésekbe. Ezek a népgyűlések aztán "kérelmeket" küldtek a Szovjetunió Legfelsőbb Tanácsához, hogy a Szovjetunióhoz csatlakozhassanak. A Tanács teljesítette a kérelmeket és a bábállamokat hozzácsatolták a Fehérorosz és az Ukrán SZSZK-hoz. A szovjet állam a lengyelek irányában hasonló politikát folytatott, mint Németország, de ez viszont a kommunizmus és osztályharc eszméire támaszkodó politika volt. A lengyeleket ún. politikailag bizonytalan elemeknek tekintették. Nagy szerepet játszott a lengyelek iránti politika alakításában az 1919–21. évi háborúban elszenvedett szovjet vereség: sok szovjet méltóság (Sztálin is) személyesen részt vett ebben és most a bosszúállás esélye kínálkozott számukra.

### 1939–1941. évi deportálások
A lengyelek iránti szovjet megtorlások legfontosabb elemei a deportálások volt. Az első lengyeleket, majdnem 55 ezer menekültet a Közép- és Nyugat-Lengyelországból már 1939 októberében a későbbi Fehérorosz és Ukrán SZSZK-k keleti területeire telepítették át, tehát még a csatlakozásuk előtt. 1939. december 5-én a szovjet hatóság a végső döntést hozott arról, hogy megkezdi deportálni a "politikailag bizonytalan elemeket" az elfoglalt területekről.
Az első deportálás 1940. február 10-én zajlott le és 140 ezer embert érintett (ezek 70%-a lengyel volt): mindenekelőtt katonai, közép és alacsonyabb államhivatalnokokat, erdészeket, az államvasutak dolgozóit. Az NKVD egész családokat elvitt. Az elűzötteket a Komi Köztársaságban, az Orosz Föderációs Köztársaság északi területein, az Urálban, a Bajkálnál, a Jakutföldön, a mongol határnál telepítették le. A szélsőséges éghajlat, a nehéz munka az erdőirtásban és a tábor jellegű telepek nagyon nagy halálozási arányt okoztak az áttelepültek között.
A második deportáláskor (1940. április 13–14.) kitelepítették az előbb letartóztatott vagy meggyilkolt rendszer-ellenfelek környezetét (államhivatalnokok, katonák, rendőrök, tanárok, társadalmi személyiségek, kereskedők, iparosok, bankárok) és azok családjait. Az az akció sokkal enyhébb volt az elsőnél, mert a kitelepített emberek "bűne" is kisebb volt. Az új száműzötteket csak kényszerűen letelepítették új tartózkodási helyeken, amelyek most már nem voltak munkatábor jellegű telepek, hanem egyszerű falvak. Az akcióban kb. 61 ezer embert telepítettek át, ebből kb. 80%-ban nőket és gyerekeket. Ezt a népességet Kelet-Kazahsztánban telepítették le.
A harmadik deportálás (1940 májusa–júliusa) főként a hadműveletek miatt a közép és nyugati Lengyelországból érkező menekülőkre vonatkozott, akik azon területekre jöttek, amelyek később a szovjet megszállás alá kerültek. A deportált emberek többségét a zsidók (80%-a), fehéroroszok és ukránok alkották. kb. 80 ezer embert a Jakut-, a Komi- és Mariföldre meg az északi Oroszországba, az Urálba és a Dél-Szibériába telepítették át. Sok családot az NKVD teljes ellenőrzése alatt külön telepeken helyeztek el, mint a februárban száműzötteket.
A negyedik deportáláskor (1941 májusa-júniusa) főként az értelmiséget, a még megmaradt menekülteket, a megszállás második évében az NKVD által letartóztatott személyek családjait, vasutasok, szakmunkások és kétkezi munkások családjait telepítették ki keletre. Különösen Białystok, Grodno és Wilno környéke szenvedte meg ezt. Több mint 85 ezer embert deportálták, de most már a száműzetés is idejét meghatározták: 20 év. A deportált embereket Kazahsztánban és a vele határos szibériai területekre telepítették le.

### Hadifoglyok
A Vörös Hadseregnek az ország területére bevonuló egységei kevés harc után, de főként ellenállás nélkül (a lengyel parancsnokság utasítása miatt, amely megtiltotta a harcot a szovjetek ellen), kb. 250 ezer katonát tartóztatott le. Szeptember 19-én Lavrentyij Berija belügyi népbiztos utasítására kialakították az első táborokat a lengyel hadifoglyok számára, a legismertebbek helyek: Osztaskov (Осташков,Tveri terület), Kozelszk (Козельск, Kalugai terület) és Sztarobelszk (Старобельск, ma Ukrajnában, Donecktől északkeletre). A hatóság a Nyugat-Fehéroroszországból és Nyugat-Ukrajnából származott katonákat szabadon akarta engedni, ellentétben a németek által elfoglalt területekről származottakkal, nekik maradniuk kellett. Az utóbbiak közül 1939 novemberéig 42,5 ezer embert a német fogolytáborokba engedtek át. Számos foglyot, így a katonatiszteket azonnal bebörtönöztek (pl. Władysław Anderset – a szovjetunióbeli lengyel katonai erők jövőbeni parancsnokát). Sokan viszont (kb. 25 ezer) munkatáborokba kerültek, ahol képzettségüket nem ismerve, csak munkásokként dolgoztak az útépítésnél, gyilkos munkakörülmények közt (munkaruha nélkül dolgoztak, rosszul fűtött helyiségekben laktak, ágyneműt nem kaptak, gyengén táplálták őket).
Osztaskovban, Kozelszkben és Sztarobelszkban különleges táborokat alakítottak ki a tisztek, azaz a "legkellemetlenebb" (a legképzettebb, legerősebb nemzeti érzelmű) foglyok számára. Három volt pravoszláv kolostorban voltak, jól elszigetelve. Az életkörülményeik jók voltak, a foglyokat nem kényszerítették rabmunkára, megtarthatták személyi dolgaikat és pénzüket, lehetőségük volt levelezni, pénzt és csomagokat kaphattak. A hangulat nyugodt és optimista volt és ezért a tisztek úgy vélték, valószínűleg egy semleges országba engedik át majd őket, vagy a legrosszabb esetben Németországba.
Egyidejűleg az oroszok a foglyok közt intenzív propagandamunkát végeztek és kémeket toboroztak. Néhány tiszt együttműködővé vált vagy a jövőt illetően ilyennek mutatkozott, közöttük Zygmunt Berling alezredes (később tábornok), a Második Lengyel Hadsereg jövőbeli parancsnoka a Szovjetunióban.

#### Katyńi vérengzés

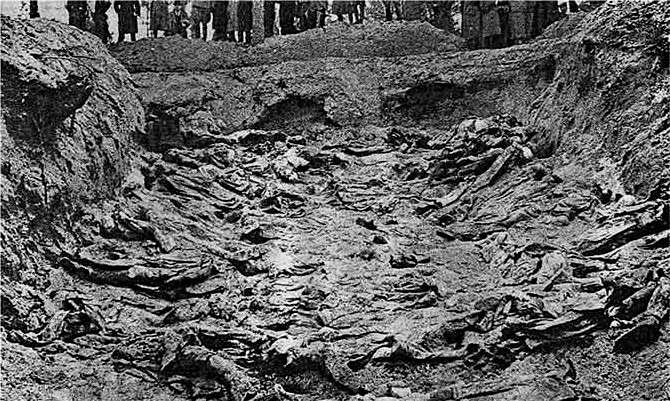
A katyńi áldozatok exhumálása 1943-ban

1940. március 2-án Lavrentyij Berija közölte, hogy a lengyel hadifoglyok (14 ezer ember) és a nyugat-belorussziai, nyugat-ukrajnai börtönökben tartott rabok (18 ezer ember, közülük kb. 11 ezer lengyel) a szovjethatalom nyílt és reményt nem ígérő ellenfelei, akiket le kell lőni vád és vádirat nélkül. Három nappal később a ÖK(b)P Politikai Irodája támogatta e döntést. Április 3-án Kozelszkből elindult a foglyok első szállítmánya. A kozelszki foglyokat Katyńban (Szmolenszk mellett gyilkolták le (4400 embert április 3-ától május 12-éig), a sztarobelszki foglyokat Harkovban (3800 embert április 5-étől május 12-éig), az osztaskovi foglyokat Kalinyinban, (6300 embert április 4-étől május 16-áig). Ráadásul Kijevben, Herszonban és Harkovban legyilkolták a nyugat-ukrajnai börtönökből átszállított rabokat, Minszkben pedig a nyugat-belorussziai börtönökben fogvatartottakat.
A német-szovjet háború kitörése (1941. június 22-én) és a lengyel–szovjet egyezmény megkötésekor (július 30.) a Szovjetunió Legfelsőbb Tanácsa Elnöksége augusztus 12-én kiadta a közkegyelmi dekrétumot a lengyel polgárok számára. A szovjet hatóság kiengedte a börtönökből az ott fogvatartott lengyel katonatiszteket és lehetővé tette a lengyel haderők megszervezését Władysław Anders tábornok parancsnoksága alatt.

## A Vörös Hadsereg benyomulása lengyel földre

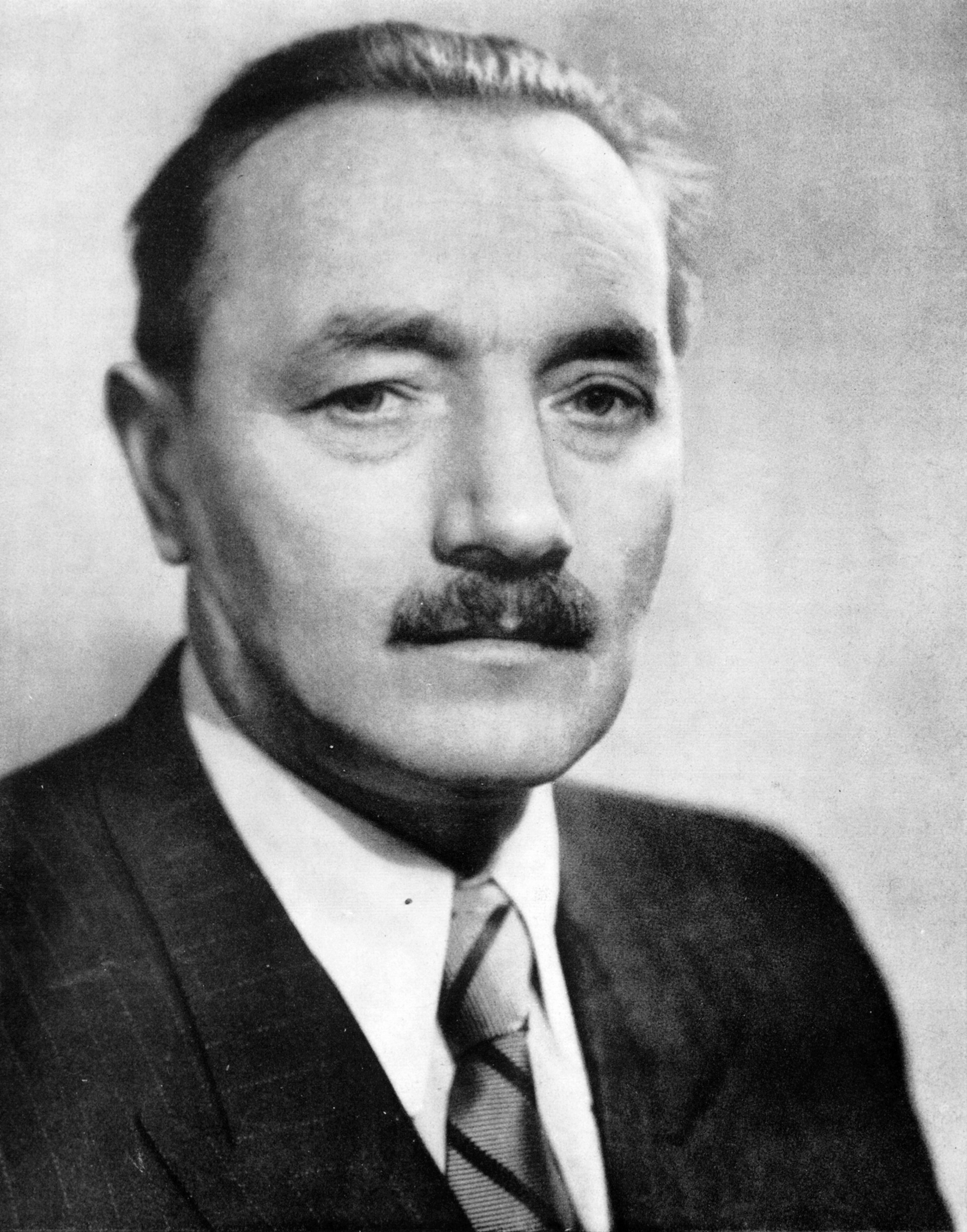
Bolesław Bierut

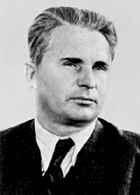
Edward Osóbka-Morawski

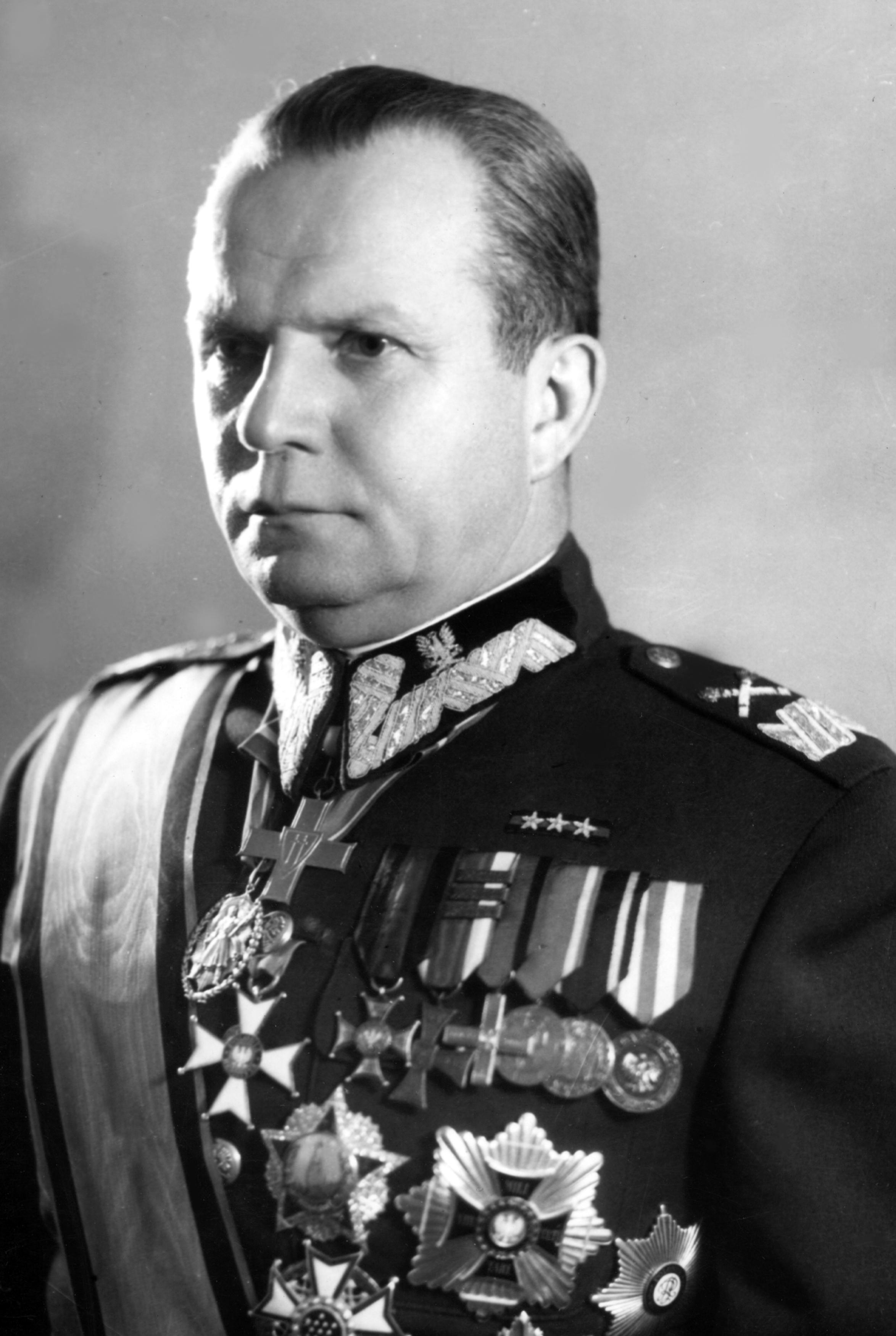
Michał Rola-Żymierski (1945 májusától Lengyelország marsallja, ami a váll-lapján látható)

1943 őszétől Sztálin egyre nyíltabban támogatta azokat a politikai erőket, amelyek vetélytársai voltak a lengyel emigráns kormánynak. Létezett már a Lengyel Hazafiak Szövetsége. 1944. január 1-jén Sztálin kezdeményezte a Honi Nemzeti Tanács (Krajowa Rada Narodowa, KRN) létrehozásához . Ez az a politikai testület, amely a parlament szerepét játszotta és a baloldali szervezeteket gyűjtötte össze (főként a PPR-t és a Népgárdát). Sztálin a PPR-t mint a Mikołajczyk emigráns kormány ellensúlyát kívánta látni. A KRN vezetői mások közt Bolesław Bierut (elnök), Edward Osóbka-Morawski és Michał Rola-Żymierski voltak. január 1-jén a Népgárdát Néphadsereggé (Armia Ludowa, AL) szervezték át. Január 24-én a KRN a elismerte a Curzon-vonalat, mint a jövő lengyel-szovjet határának megállapításának alapját.
1944. január 4-én a Vörös Hadsereg átlépte a régi lengyel–szovjet határt. Az emigráns vezetők megértették, hogy Lengyelországot nem a nyugati hadseregek, hanem a szovjetek szabadítják fel, ami azzal fenyegetett, hogy rákényszerítik Lengyelországra a kommunista állami rendszert és függővé teszik az országot a Szovjetuniótól. Ez ellen az ún. "Vihar Akció"-val akartak ellenszegülni (lásd Élet a földalatti államban). Ennek keretében elterelő hadmozdulatok sorát valósították meg a visszavonuló német csapatok hátában. A műveleteket a Honi Hadsereg (AK) kezdeményezte a Vörös Hadseregtől függetlenül. A "Vihár Akció"-nak jelképezni kellett, hogy a lengyelek aktívan részt vesznek a hazájuk felszabadításában és nem egyeznek bele, hogy a szovjet hadsereg majd megszállja az országot. Rendszerint a Vörös Hadsereg előbb készségesen együttműködött AK alakulataival, de a németek kivonulása után a front mögött járó NKVD alakulatok azonnal lefegyverezték az AK tagjait, letartóztatták a tiszteket és a lengyel földalatti állam polgári hatóságának képviselőit, a közkatonáknak pedig választás elé állították: vagy belépnek a Berling-hadseregbe vagy táborba kerülnek
1944 júniusában a németek keleti frontvonala: a Pszkov–Vicebszk–Mahiljov–Volhíniai mocsarak–Kovel–Tarnopol-Jászvásár (a mocsaraktól északra – a belorussziai, délre – az ukrajnai) összeomlott. Július 3-án a szovjetek elfoglalták Minszket, 13-án Vilniust (a Honi Hadsereggel együttműködve), 22-én Lublint, 27-én Białystokot és Lwówot (a Honi Hadsereggel együttműködve), majd augusztus 14-én Sandomierzet. Augusztus 2-án a szovjet hadsereg elérte Varsó keleti külvárosait. Az augusztus végéig az új frontvonal a Riga-Grodno–Varsó–Újszandec–Jászvásár vonal lett, és elérte a háború előtti Németország (Kelet-Poroszország) területét.
Az általa elfoglalt területeken a szovjet hatóság hamarosan inaktiválódott. Július 21-én Chełmben megalakult a Nemzeti Felszabadítás Lengyel Bizottsága (Polski Komitet Wyzwolenia Narodowego, PKWN), a szovjetek által kinevezett ideiglenes lengyel kormány; Edward Osóbka-Morawski elnökletével. A PKWN-t csak a Szovjetunió ismerte el. Július 22-én a Bizottság kiáltványt tett közzé, amelyben harcba hívott a megszálló ellen, felállította a KRN-t, mint egyetlen hatóságot és megtagadta a lengyel emigráns kormány elismerését. Bejelentette a Polgári Rendőrség (Milicja Obywatelska) megalakítását is, a hitlerista bűnözők megbüntetését, a föld és az ipar államosítását és az ingyenes oktatást. A PKWN kiáltványának dátumát a későbbi kommunista hatóság a "néphatalom" kezdetének ismerte el és állami ünneppé avatta.
Egyidejűleg június 21-én KRN egyesítette a Berling-hadsereget és a Néphadsereget, így létrehozva a Lengyel Hadsereget (amit hivatalosan Lengyel Néphadseregnek is hívtak). A főparancsnokává Michał Rola-Żymierski lett.

## Varsói felkelés

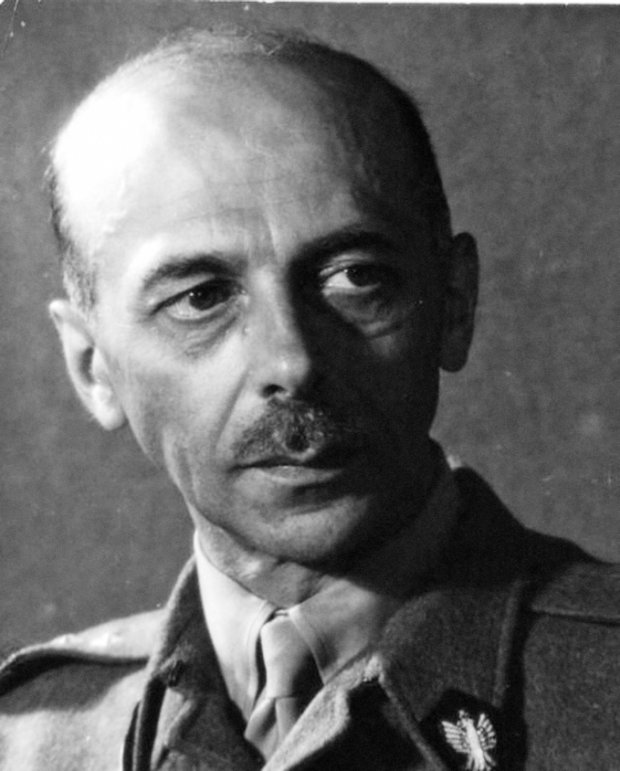
Tadeusz Bór-Komorowski

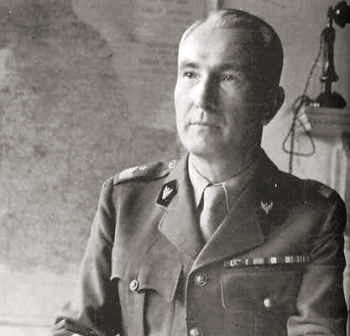
Antoni Chrusciel

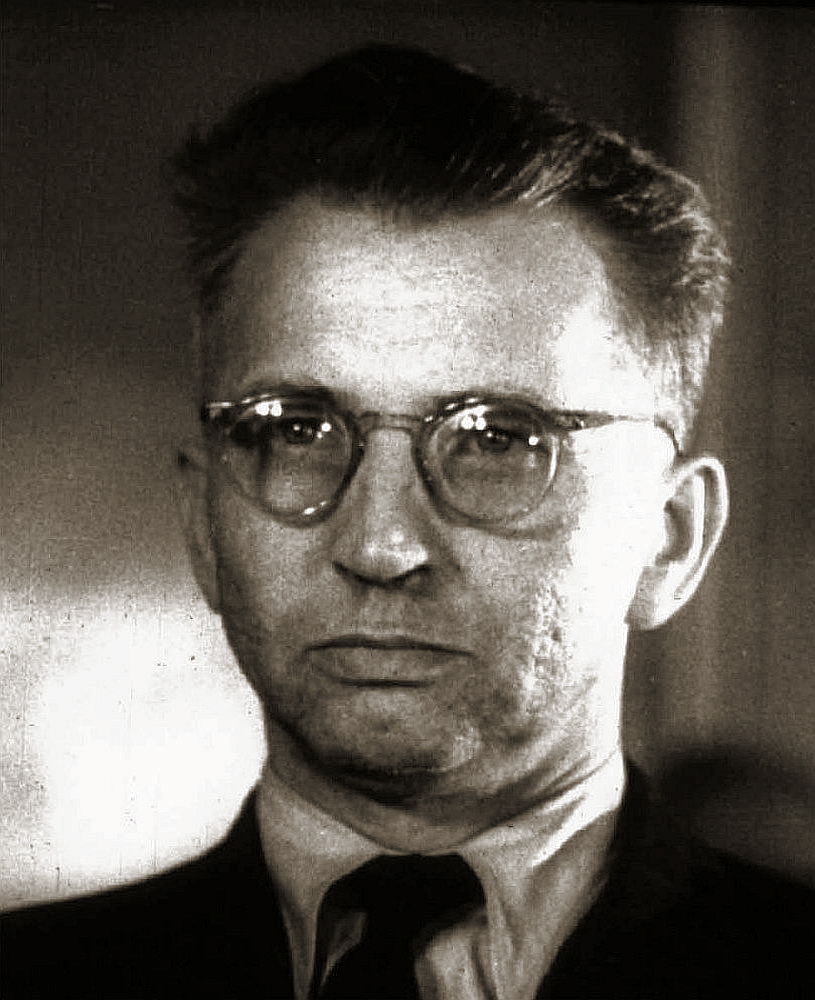
Leopold Okulicki

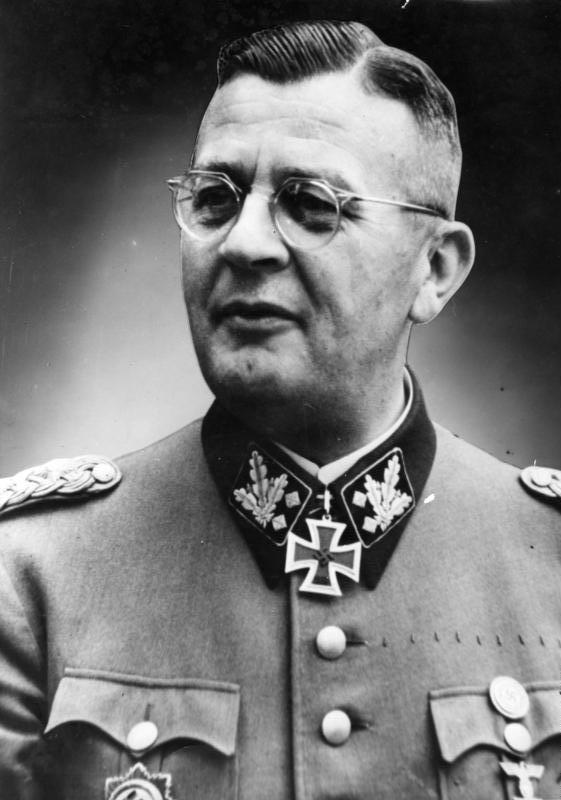
Erich von dem Bach-Zelewski

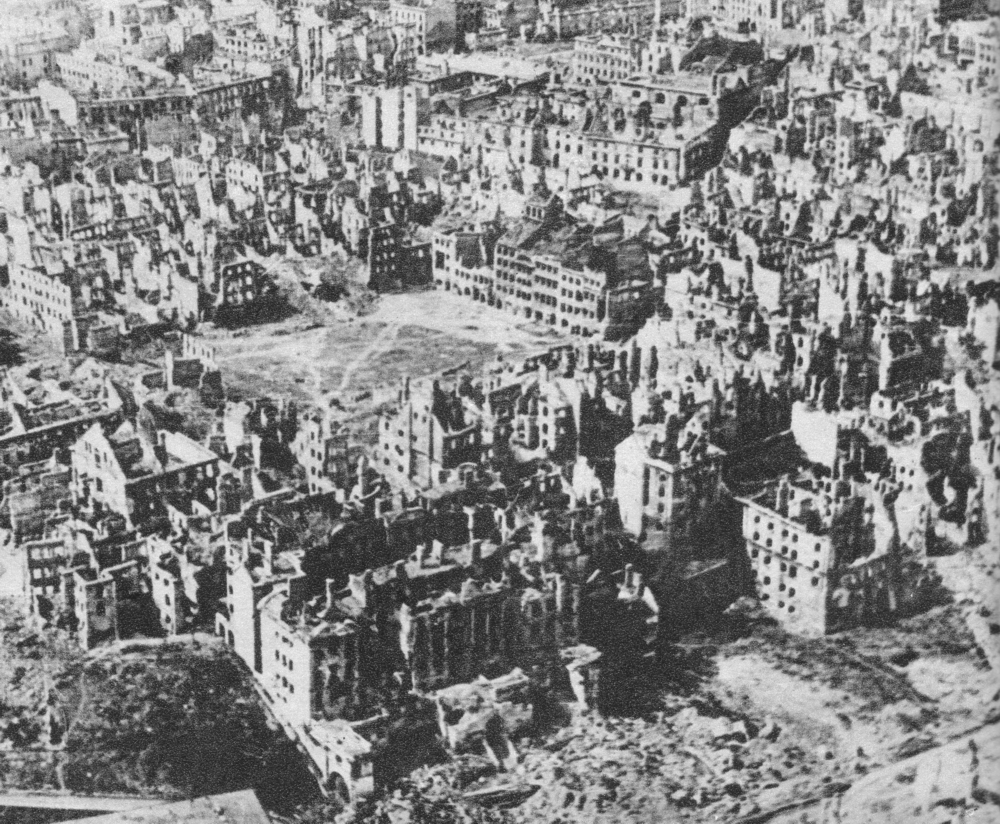
A felkelés után lerombolt Varsó

1944 júniusa végén úgy látszott, hogy a Harmadik Birodalom romba dől. A német hadsereg vereségeket szenvedett minden fronton és június 20-án sikertelen Hitler elleni merénylet történt. Magában Varsóban sem érezték magukat biztonságban a németek. Ebben a helyzetben a Honi Hadsereg úgy vélte, hogy egy felkelés könnyen kiszorítaná a megszállókat Varsóból. Sőt, a PKWN megalakulása után (június 21.) mind a lengyel emigráns (londoni) kormány, mind a Lengyel Földalatti Állam vezetői felismerték, hogy ily módon a Szovjetunió a kommunista rendszerét próbálja rákényszeríteni Lengyelországra.
Sztálin ellenezte a független Lengyelország gondolatát, ezért az emigráns lengyel kormány parancsot adott a Honi Hadseregnek, hogy kísérelje meg megszerezni a németektől az ellenőrzést Varsó felett, mielőtt a szovjetek elérnék a várost. Szerintük így a Szovjetunió elvesztette volna az ország megszállásának jogalapját. 1944. augusztus 1-jén a Honi Hadsereg és a lakosság kirobbantotta a varsói felkelést.
A felkelők erők kb. 50 ezer volt, de majdnem kizárólag csak kézi fegyverekkel rendelkeztek. A felkelő tényleges főparancsnoka Antoni Chruściel tábornok volt, bár formálisan a Honi Hadsereg főparancsnoka, Tadeusz Bór-Komorowski tábornok parancsolt. A németek létszáma bár csak kb. 16 ezer volt, de sokkal jobban felvegyverezve. Ezen túl, rögtön a felkelés kitörése után német felmentő seregek jöttek. A felkelés elfojtását Erich von dem Bach-Zelewski tábornok irányította.
A felkelés kitöréséről értesült Hitler megparancsolta, hogy Varsót a földdel egyenlővé kell tenni és minden lakóját ki kell irtani. Rendkívüli kegyetlenségükkel különösen a felmentő seregek (Heinz Reinefarth és Oskar Dirlewanger csapatai meg a németekkel együttműködő orosz RONA csapatai) tűntek ki, akik még a civileket is legyilkolták, bár von dem Bach-Zelewski felpuhította Hitler parancsát, megtiltotta nők, gyerekek és lengyel civilek megölését.
A lengyelek bíztak abban, hogy a Visztula jobb pártján (a Pragában) álló szovjet hadsereg segíteni fogja őket a közös ellenség elleni harcban, de nem így lett. Annak ellenére, hogy a Vörös Hadsereg már augusztus 14-én elfoglalta Pragát, a felkelés hírére a szovjet offenzíva megállt. A Vörös Hadsereg nem szándékozott küldeni nagyobb létszámú csapatokat a felkelők megsegítésére. Sztálin küldött két gyalogezredet, amely eljutott a bal partra, de nekik nem volt tapasztalatuk a városi harcban és nem sikerült megtartani pozícióikat. Sztálin szándékosan tapasztalatlan katonákat küldött, így később elutasíthatta a vádakat, hogy nem segített a felkelőknek.
Szeptember 30-án a felkelők kezében csak a Belváros közepe maradt és Bór-Komorowski tábornok, nem látva értelmét a további harcoknak, október 2-án aláírta a kapitulációt.
Mivel a felkelés elbukott és a nyugati szövetségesek nem nyújtottak elég segítséget, Kazimierz Sosnkowski tábornok lemondott a fővezérségről. Utódja Tadeusz Bór-Komorowski lett annak ellenére, hogy október 2-ától 1945. május 5-éig német fogságban tartózkodott (a Fővezér kötelességeit eközben Raczkiewicz elnök teljesítette). A Honi Hadsereg főparancsnoka Komorowski helyett Leopold Okulicki tábornok lett.
Hitler korábbi parancsára a földdel egyenlővé kellett tenni Varsót és minden lakót kiirtani. Ekképpen 170 ezer civil varsói meghalt a felkelésben. A németek a foglyul ejtett felkelőket rendszerint legyilkolták. Következetesen kiűzték a népességet az elfoglalt kerületekről. Összesen a felkelés következményeképp kb. 550 ezer varsóit és 100 ezer Varsó környékén lakót kényszerítették rá otthonuk elhagyására. Kb. 550 ezer száműző átment a Varsó melletti menekülttáborokon át, különösen Durchgangslager-Pruszkówon át.
A felkelés bukása után Himmler, figyelmen kívül hagyva a megadás feltételeit, parancsot adott a város teljes lerombolására és a könyvtárak és múzeumok gyűjteményeinek elégetésére. Amikor végül 1945. január 17-én a szovjetek átkeltek a Visztulán és behatoltak a balparti városrészbe, a város 85%-a romokban állt a történelmi Óvárossal és a Királyi Várral együtt. A Belváros (Śródmieście) majdnem 100%-át tették tönkre. A német megszállás alatt (1939–45) kb. 700 ezer varsói halt meg. A Honi Hadsereg életben maradt katonáit a szovjet titkosszolgálat, az NKVD begyűjtötte és megölte vagy Szibériába deportálta.

## Lengyelország a szovjet befolyás alatt

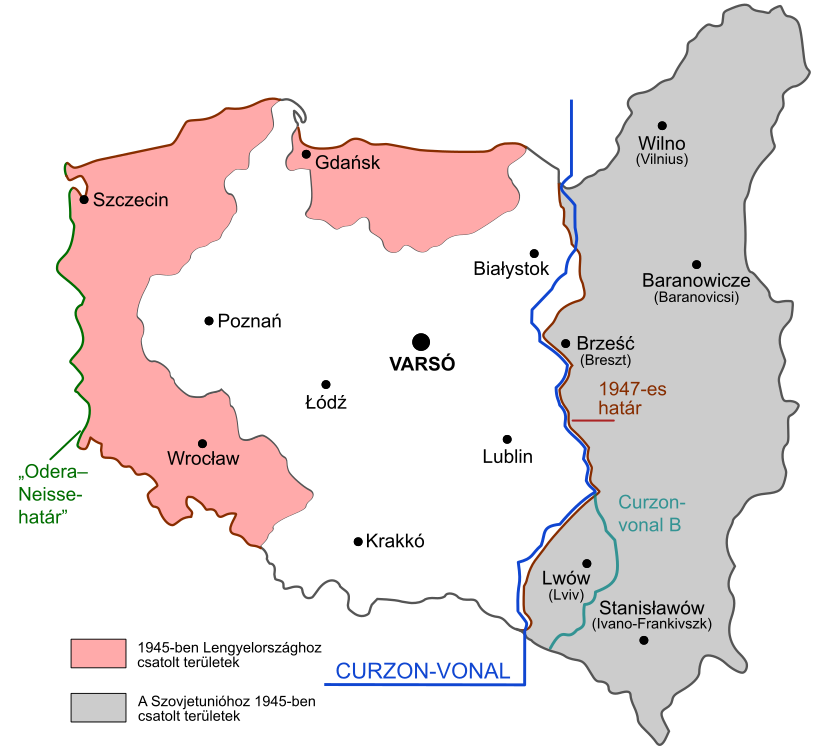
Lengyelország területi változása a második világháború következtében

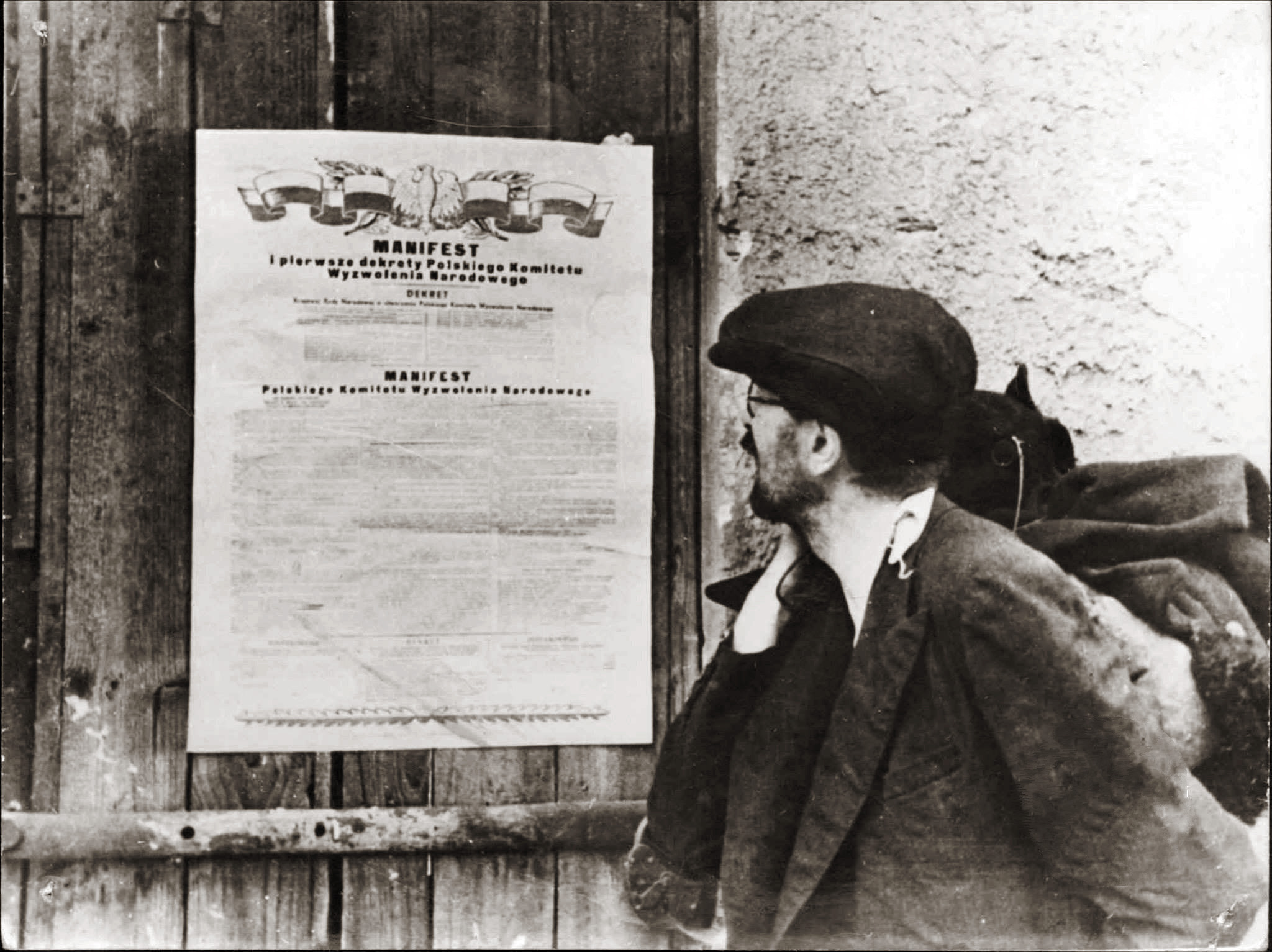
A hazatérő menekült a PKWN kiáltványát olvassa (propagandakép), az „új, szabad Lengyelország” kezdetének szimbóluma

Amikor a keleti front megtorpant 1944 szeptembere végén, bevárva a varsói felkelés elbukását, Sztálin kihasználta az időt arra, hogy kiegészítse a hadfelszerelést és feltöltse csapatait, valamint időt nyerjen a további támadások megtervezésére. A frontvonalon ezért csak 1945. január 1-én indultak meg a támadások. Január 15 és 19-e között a Vörös Hadsereg elfoglalta többek között Kielcét, Częstochowát, Varsót, Krakkót és Łódźot. Január 22-én elfoglalta Olsztynt, azaz belépett a Harmadik Birodalom területére. Január 24-étől február 23-áig tartott a poznańi csata. Január 27-én felszabadították az auschwitzi koncentrációs tábort, 28-án – Katowicét. Február 10-én Elbląg adta meg magát, ami azt jelentette, hogy az oroszok elfoglalták az egész Kelet-Poroszországot (az ostromolt Königsberget kivéve, amit csak április 9-én foglalták el). Március 30-án az oroszok elérték az Odera, a Lausitzi-Neisse és a Szudéták vonalát (bár az ostromolt Breslau még védekezett). Így, az oroszok a mai Lengyelország majdnem egész területét foglalták el (Wrocław, Szczecin és Gdańskot kivéve).
1945. február 4. és 11. között volt a Szovjetunió, az Egyesült Államok és Nagy-Britannia vezetőinek második konferenciája Jaltában. Lengyelországra vonatkozóan véglegesen megállapították, hogy a lengyel–szovjet határt a Curzon-vonalon jelölik ki, de cserébe Lengyelország megkapja az Oderától és a Lausitzi-Neissétől keletre fekvő német területeket, Szczecinnel és a Wolin-szigettel, Gdańskot és Kelet-Poroszország területének kétharmadát (az 54°23’ szélességi körtől délre). Jutalmul a hozzájárulásáért Hitler legyőzéséhez és ösztönzésként a Japán elleni háborúhoz való csatlakozásra a konferencia résztvevői úgy döntöttek, hogy Lengyelország a Szovjetunió érdekzónájának része lesz.
1944. december 31-én a Honi Nemzeti Tanács (KRN) átalakította a PKWN-t a Lengyel Köztársaság Ideiglenes Kormányát. Ez annyit jelentett, hogy a szovjet pártfogás alatt tevékenykedő lengyel kommunisták hivatalosan kinevezték a saját kormányukat, amely versengett a törvényes és a világon általánosan elismert londoni emigráns lengyel kormánnyal. A kommunista kormány átvette a hatalmat a Vörös Hadsereg által elfoglalt, a Curzon-vonaltól nyugatra fekvő lengyel területek fölött. Lengyelország előrehaladt rabul ejtése ellen tiltakoztak az USA és Nagy-Britannia vezetői, ennek ellenére a Nagy Hármas megállapodott a jaltai konferencián, hogy új lengyel kormány jöjjön létre a kommunista Ideiglenes Kormányból, amit kiegészítenek "független lengyelek az országból és külföldről". A megállapodás tehát teljesen figyelmen kívül hagyta, hogy a nemzetközi jog szerint törvényes lengyel emigráns kormány létezik Londonban.
Hogy a kommunisták ne legyenek fölényben a jövő kormányban, az emigráns hatóság úgy döntött, hogy saját képviselőit is delegálnia kell oda. Azért elfogadták az oroszok meghívását az együttműködésre vonatkozó tárgyalásokra (1945. március 28.) és elküldték a saját képviselőket, többiek között Jan Jankowskit (Kormány Országos Képviselőjét) és Leopold Okulickit (a Honi Hadsereg főparancsnokát). Amikor azok megérkeztek a megbeszélt helyre Pruszkówban, az NKVD letartoztatta és repülőgéppel Moszkvába szállította őket. Június 18-a és 21-e között lezajlott a koncepciós per Moszkvában, amelyben a szovjetek sokéves börtönre ítélték el őket a szovjet állam elleni diverzióért .
A háború végéig (május 8.) az Ideiglenes Kormány felállította az igazgatóságát a háború utáni Lengyelország egész területén, Szczecint kivéve, amely egyelőre a szovjet katonai igazgatás alatt maradt.
Június 28-án Stanisław Mikołajczyk az emigráns kormány volt miniszterelnöke és öt, hozzá lojális miniszter beléptek az Ideiglenes Kormányba. Nem kaptak meg fontos minisztériumokat, egyedül Mikołajczyk lett földművelési miniszter és miniszterelnök-helyettes. Ily módon az Ideiglenes Kormány átalakult a Nemzeti Egység Ideiglenes Kormányává (Tymczasowy Rząd Jedności Narodowej, TRJN). Miniszterelnöke Edward Osóbka-Morawski maradt. Június 29-én a TRJN-t elismerte Svédország és Franciaország, július 5-én az Egyesült Államok és Nagy-Britannia.
A törvénykezési hatalmat pedig még mindig KRN gyakorolta, ennek élén Bolesław Bierut állt. Hivatalosan a KRN és a TRJN kormányoztak az első parlamentáris választásig (1947 januárja).
Elismerve a TRJN-t, Nagy Britannia és az USA megvonták a diplomáciai elismerést az emigráns (londoni) lengyel kormánytól. A tényt, hogy a TRJN-be Mikołajczyk is belépett, ezek az államok a jaltai konferencia határozatai teljesítésének ismerték el. Az emigráns miniszterelnök, Tomasz Arciszewski, ezért hivatalosan elutasította a teheráni és jaltai konferenciák határozatait és kijelentette, hogy az alkotmányos jogköreit csak szabad választásban, Lengyelországban megválasztott kormánynak engedheti át. Ezt az álláspontot az utódjai is osztották, ezért az csak 1990 decemberében történt meg, amikor az utolsó emigráns elnök, Ryszard Kaczorowski, átengedte a hatalom-jelvényt Lech Wałęsának.